# Debrecen
Debrecen (németül: Debrezin, latinul: Debretinum vagy Debrecinum, szlovákul: Debrecín, románul: Debrețin, lengyelül: Debreczyn) Magyarország harmadik legnagyobb területű és második legnépesebb települése, az Észak-Alföld központja, Hajdú-Bihar vármegye, a Debreceni járás és a Debrecen-Nyíregyházi egyházmegye székhelye, megyei jogú város. A vármegye lakosságának mintegy 38,2%-a él itt, a Tiszántúl szellemi, kulturális, gazdasági, idegenforgalmi és közlekedési központja. Időnként „a kálvinista Róma” néven vagy „cívisváros”-ként emlegetik. Az ország második legnépesebb településeként fontos közlekedési és gazdasági csomópont, közvetlen közúti, vasúti és légi összeköttetéssel rendelkezik, így a régió egyik legfontosabb központja.
A 13. században tűnik fel írott forrásokban, 1361-ben I. Lajos mezővárosi jogokat adott a városnak, majd 1693-ban szabad királyi várossá vált. Fő bevételi forrásai a szarvasmarha-kereskedelem, az állattenyésztés és a kézművesség voltak. A város a reformáció idején a kálvinizmus magyarországi központjává vált, ezért is nevezték már ekkor a Kálvinista Rómának. 1538-ban alapították a Protestáns Főiskolát, a mai Debreceni Egyetem elődjét. 1849-ben Debrecen rövid ideig Magyarország fővárosa volt, itt kiáltották ki a Habsburgok trónfosztását, a függetlenségi nyilatkozat részeként. Az ipari fejlődés az 1857-ben épült vasútvonal révén indult meg, új gyárak, iskolák, kórházak és kulturális intézmények jöttek létre. A város egyetemmel, színházzal, fürdővel és közművekkel igazi regionális központtá vált. Debrecen 1944-ben rövid időre másodszor is Magyarország fővárosa és kormányszéke lett. Ugyanebben az évben a Vörös Hadsereg indított egy támadást Budapest és Debrecen felé. A házak mintegy 70 százalékát érintette a második világháború bombázása, az épületek több mint fele megsemmisült. Ma a Debreceni Egyetem az ország legnagyobb felsőoktatási intézménye, jelentős hazai és nemzetközi diáklétszámmal. Az 1950-es megyerendezés előtt Hajdú vármegyéhez tartozott. Debrecen város napja: április 11.
A város kulturális öröksége kiemelkedő: Debrecent gyakran emlegetik a „kálvinista Rómaként” református hagyományai miatt. A Református Nagytemplom, a Debreceni Református Kollégium és a város híres vásárai évszázadok óta meghatározzák arculatát. Számos színháza, múzeuma, fesztiválja van. Gazdasági szempontból Debrecen az ország egyik legdinamikusabban fejlődő városa. A gyógyszeripar, autóipar és az élelmiszer-feldolgozás jelentős szerepet játszanak. Nemzetközi nagyvállalatok is megtelepedtek itt. A Debreceni Egyetem több mint 30 000 hallgatójával a tudományos élet központja, számos hazai és külföldi fiatal választja képzési helyéül. Fontos vasúti és közúti csomópont, saját nemzetközi repülőtere (Debrecen Airport) is van. A városon belüli közlekedést villamos-, autóbusz- és trolihálózat biztosítja.

## Fekvése
Micsoda körülményeknek köszönheti Debrecen létrejöttét, azt nem tudom, de azt sem fejthetem meg, mi bírhatott rá harmincezer embert, hogy olyan vidéket válasszon magának lakóhelyéül, ahol sem forrás, sem folyó, sem tüzelő, sem építőanyag nincs…
A Kelet-Magyarország régió, az Észak-Alföld statisztikai régió és a Tiszántúl nagytáj. A Hajdúhát és a Dél-Nyírség határán, valamint a Hortobágyi-pusztaság peremén helyezkedik el, Budapesttől mintegy 230 kilométerre, Hajdú-Bihar vármegye földrajzi közepéhez közel. A román határ mintegy 35 kilométerre keleti irányban húzódik. Debrecent elérik, illetve a városból indulnak ki a 4-es, 33-as, 35-ös, 47-es, 48-as, 354-es és a 471-es főutak, illetve az M35-ös autópálya, valamint a 100-as, 105-ös, 106-os, 108-as, 109-es, 110-es és a 333-as (Zsuzsivasút) vasútvonalak.
A város két táj, a Hajdúhát és a Nyírség közelében fekszik. A Nyírség homokos terület, északról lejt dél felé, nyugati határa a Tócó völgyénél húzódik. A Hajdúhát löszös terület, nyugati irányba lejt. Debrecen egész területe a Nyírségen helyezkedik el. Jelentős magasságkülönbségek nincsenek, a Debreceni Református Kollégium falában elhelyezett magassági pont 119,6 méterre van a tengerszinttől.
A település elsősorban a harmad- és negyedidőszaki üledékes kőzetekre és fekete mezőgazdasági talajra építkezett.

## Neve
A várost először 1235-ben dokumentálják, Debrezun néven. A név a török debresin szóból származik, ami azt jelenti, hogy „él” vagy „mozog”, és szintén férfikeresztnév. Egy másik elmélet szerint a név szláv eredetű, és azt jelenti, hogy „nagyra becsült” (pl. Lengyelül: dobrze cenione), a szláv Dübricin-ből, vagy a dobre zliem-ből („jó föld”).[forrás?]

## Éghajlata
Debrecenben és környékén a napsütéses órák száma sok éves átlag alapján körülbelül évi 2000. 2013-ban itt mérték az ország napsütéses óráinak legmagasabb számát, ami ebben az évben 2321,7 óra volt.
Az évi átlaghőmérséklet 10 °C körüli. A legmelegebb hónap a július +20 °C, a leghidegebb pedig a január −2 °C átlaghőmérséklettel. A téli hónapokon kívül gyakoriak az áprilisi vagy májusi fagyok.
2018-ban Debrecen beleesett abba a kis területbe, ahol a napsütéses órák száma a legmagasabb volt az országban, és a legkevesebb csapadék is hullott.
| Hónap                                    | Jan. | Feb. | Már. | Ápr. | Máj. | Jún. | Júl. | Aug. | Szep. | Okt. | Nov. | Dec. | Év   |
| ---------------------------------------- | ---- | ---- | ---- | ---- | ---- | ---- | ---- | ---- | ----- | ---- | ---- | ---- | ---- |
| Átlagos max. hőmérséklet (°C)            | 3,6  | 4,5  | 9,0  | 14,7 | 19,9 | 22,1 | 23,8 | 25,3 | 19,7  | 13,4 | 8,6  | 3,2  | 14,0 |
| Átlaghőmérséklet (°C)                    | −1,3 | 0,3  | 5,4  | 11,4 | 16,7 | 19,5 | 21,6 | 20,9 | 16,2  | 10,6 | 4,7  | −0,1 | 10,5 |
| Átlagos min. hőmérséklet (°C)            | −6,4 | −7,9 | 0,3  | 7,5  | 13,1 | 16,4 | 18,8 | 17,9 | 13,1  | 7,9  | −1,1 | −5,6 | 6,3  |
| Átl. csapadékmennyiség (mm)              | 26   | 30   | 30   | 52   | 64   | 66   | 66   | 49   | 48    | 37   | 40   | 40   | 548  |
| Havi napsütéses órák száma               | 59   | 91   | 154  | 198  | 251  | 263  | 286  | 277  | 194   | 152  | 81   | 48   | 2054 |
| Forrás: Országos Meteorológiai Szolgálat |      |      |      |      |      |      |      |      |       |      |      |      |      |

## Története
A honfoglalás előtt, már az ókortól kezdve számos népcsoport (vandálok, gótok, szarmaták, gepidák, avarok) telepedett le hosszabb-rövidebb időre a mai Debrecen területén. A szarmaták által épített Csörsz árok két nyomvonala is átmegy a városon (é. sz. 47° 33′ 04″, k. h. 21° 38′ 34″47.551111°N 21.642778°E és é. sz. 47° 31′ 42″, k. h. 21° 43′ 20″47.528333°N 21.722222°E).
Már a rómaiaknak volt itt katonai telepük. Anonymus szerint a honfoglaló magyarok ezt a vidéket Ménmarót fejedelemtől foglalták el, de a honfoglalás óta állandóan magyarok lakták, és így hazánk egyik legtősgyökeresebb magyar városa.

### A középkorban

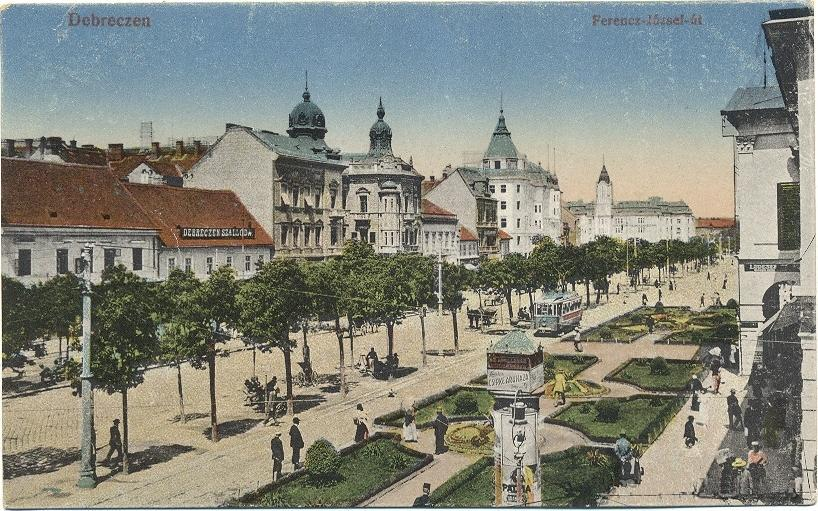
A Piac utca a 20. század elején

Írott forrásban elsőként 1235-ben tűnik fel Debrecen neve, mégpedig a Váradi regestrumként ismert ítéletgyűjteményben, ekkor még „Debrezun” alakban (a név feltehető forrása a török (kipcsak) *Tébrésün ~ *Débrésün, jelentése: mozogjon, éljen. Szláv származtatásai nem elfogadhatóak). A három falu (Boldogasszonyfalva, Szentlászlófalva és Debreczun) egyesülésével létrejött település a tatárjárást követő évtizedekben indult gyors fejlődésnek, rövid idő alatt az ország leggazdagabb, így egyik meghatározó városává vált, elsősorban földesurának, Károly Róbert bizalmasának, Debreceni Dósának köszönhetően.
1245-ben újból felépült a mai nagytemplom helyén állott templom, később pedig Debrecen a Csák Máté ellen való küzdelmekben oly jó szolgálatot tett, hogy ezek fejében Nagy Lajos mezővárosi kiváltságokat adományozott a városnak 1361-ben, ekkortól rendelkeztek az itt élők a szabad bíró- és tanácsválasztás jogával. 1450 és 1507 között a Hunyadi-család birtoka volt.
A 15. század elejétől a város számos újabb kiváltságot nyert el az uralkodótól, illetve földesurától. Legfontosabbak ezek közül talán a vásárok tartását engedélyező kiváltságlevelek, hiszen a következő évszázadokban a kereskedelem, a vásárok biztosították a város gazdagságát, folyamatos fejlődését. A török pusztítás, az ország három részre szakadása sem jelentett végzetes csapást a városra nézve, sőt a 17. században Debrecen gazdagsága és jelentősége tovább nőtt, elsősorban a fellendülő marhakereskedelemnek köszönhetően. Debrecen az Alföldet Erdéllyel és a Felvidékkel összekötő kereskedelmi utak mentén feküdt, emellett a város kereskedői a legjelentősebb német piacokra szállították portékáikat, szarvasmarhákat, lovakat, búzát és bort.

### A török megszállás idején

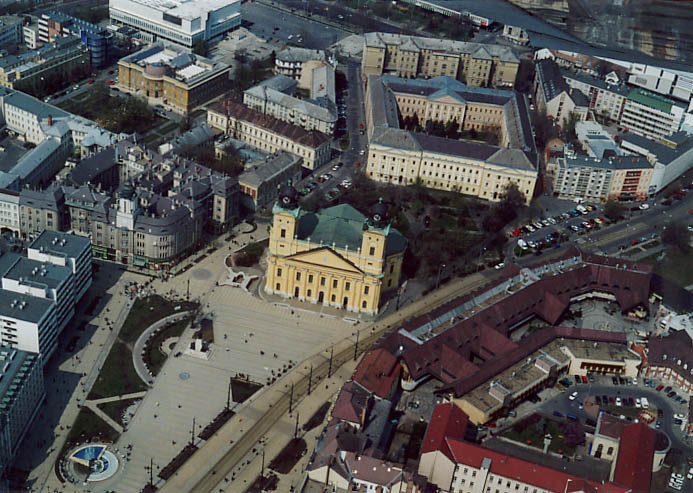
Légi felvétel középen a Nagytemplommal, mögötte a Református Kollégiummal, balra hátul a Déri Múzeummal. Előtérben a Kossuth tér, jobbról az 1-es villamosvonallal

A mohácsi vész után Debrecen sorsa viszontagságos volt; védurai közül legnevezetesebb volt enyingi Török Bálint, aki a reformációt 1536-ban Debrecenbe behozta és az Méliusz Juhász Péter, a város első református püspöke alatt annyira elterjedt, hogy 1552-re a katolikus gyülekezet teljesen megszűnt.
Debrecen gyakran került nehéz helyzetbe földrajzi helyzete miatt és azért is, mert nem rendelkezett várral vagy városfallal, és csak a városatyák diplomáciai lavírozása menthette meg. A városnak hol a terjeszkedő törököket, hol az osztrákokat, hol Rákóczit támogatva sikerült fennmaradnia. Talán ez is hozzájárult a polgárok nyitott gondolkodásához, ami előkészítette az utat a reformáció számára. A gazdag kereskedőváros polgársága körében hamar visszhangra találtak a kálvini reformáció tanai, és lehetőségeiket kihasználva a korszakban szinte egyedülállóan fejlett iskolahálózat kiépítését kezdték meg. Ekkoriban alakult ki a cívis mentalitás, amiben a református vallás morális értékrendje egyesült az itt élők pragmatikusan puritán életfelfogásával. A 16. század közepén már a teljes lakosság protestáns, így nyerte el a város a „kálvinista Róma” nevet.1538-ban megalapították a Debreceni Református Kollégiumot, amely a Debreceni Egyetem jogelődjeként az ország legrégebbi folyamatosan működő felsőoktatási intézménye.

### A 17–18. században

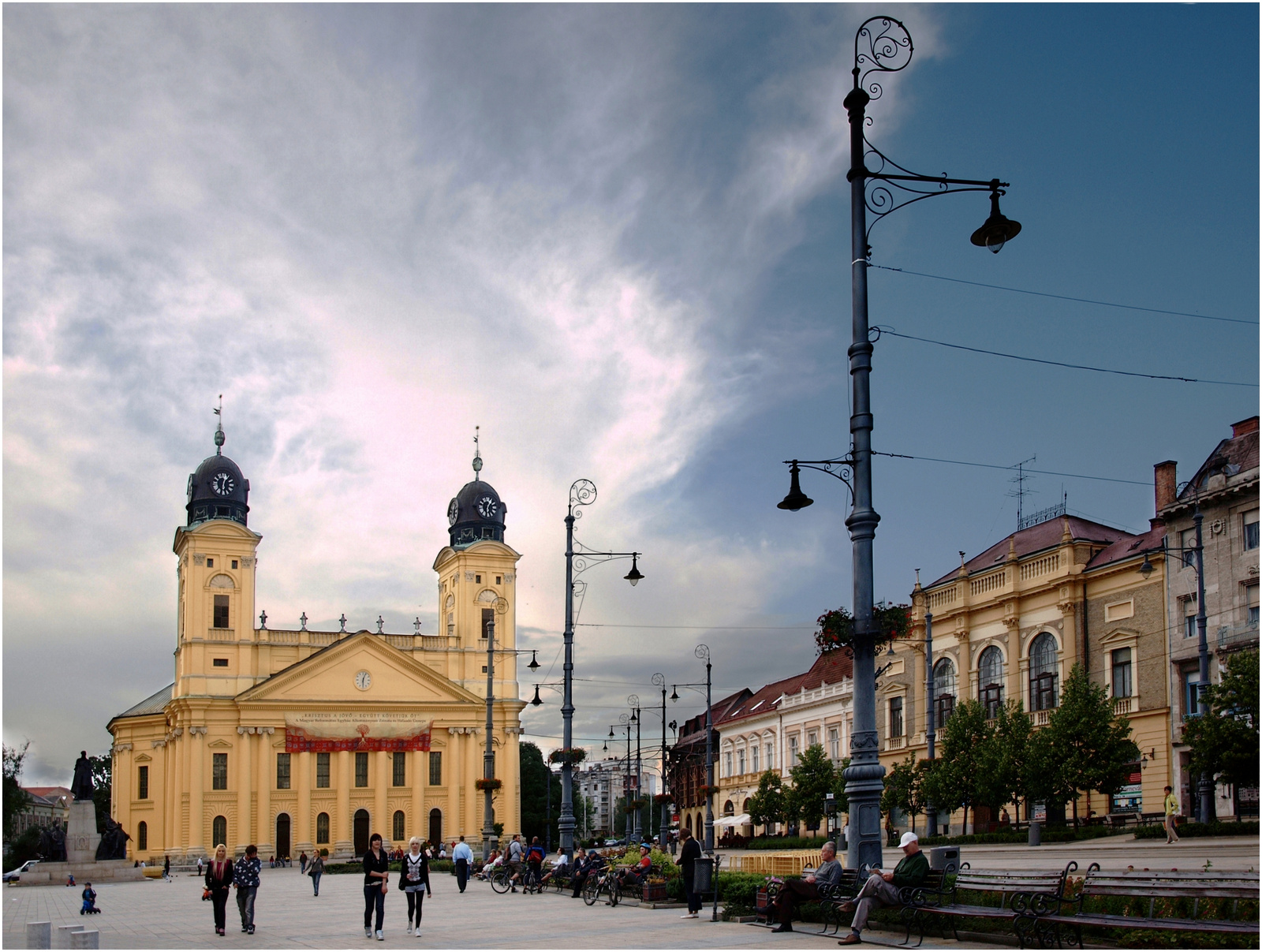
A Kossuth tér

A 17. század végére, szinte semmivé lett már a korábbi másfél évszázad alatt kialakított debreceni biztonság; az erők egyensúlya megbomlott, Erdély nem védhette többé a Habsburgok ellen Debrecent, a Habsburgok nem védték a törökök ellen, és a debreceni kereskedelmet oltalmazó török fermánok is erejüket vesztették. A gazdag Debrecen végnapjai következtek. Előbb gazdaságilag ment tönkre Debrecen a kétoldali rablások következtében, és mert a korábbi, viszonylag békés török-Habsburg- hatalmi egyensúly felbomlása lehetetlenné tette a távolibb vidékkel és országokkal folytatott, jól gyümölcsöző kereskedelmi kapcsolatok fenntartását.
A város gazdasági és kulturális jelentőségét is elismerve adományozta I. Lipót Debrecennek a szabad királyi városi rangot 1693-ban. 1715-ben pedig visszatért a városba a katolikus egyház, és a várostól kapott telken a piarista szerzetesek felépítették a mai Szent Anna-székesegyházat. Ebben az időben a város már fontos kulturális, kereskedelmi és mezőgazdasági központ. Református Kollégiumában (a mai egyetem elődje) későbbi tudósok és költők tanulnak. 1725-ben Debrecenbe helyezték át a kerületi táblát.

### A 19–20. században

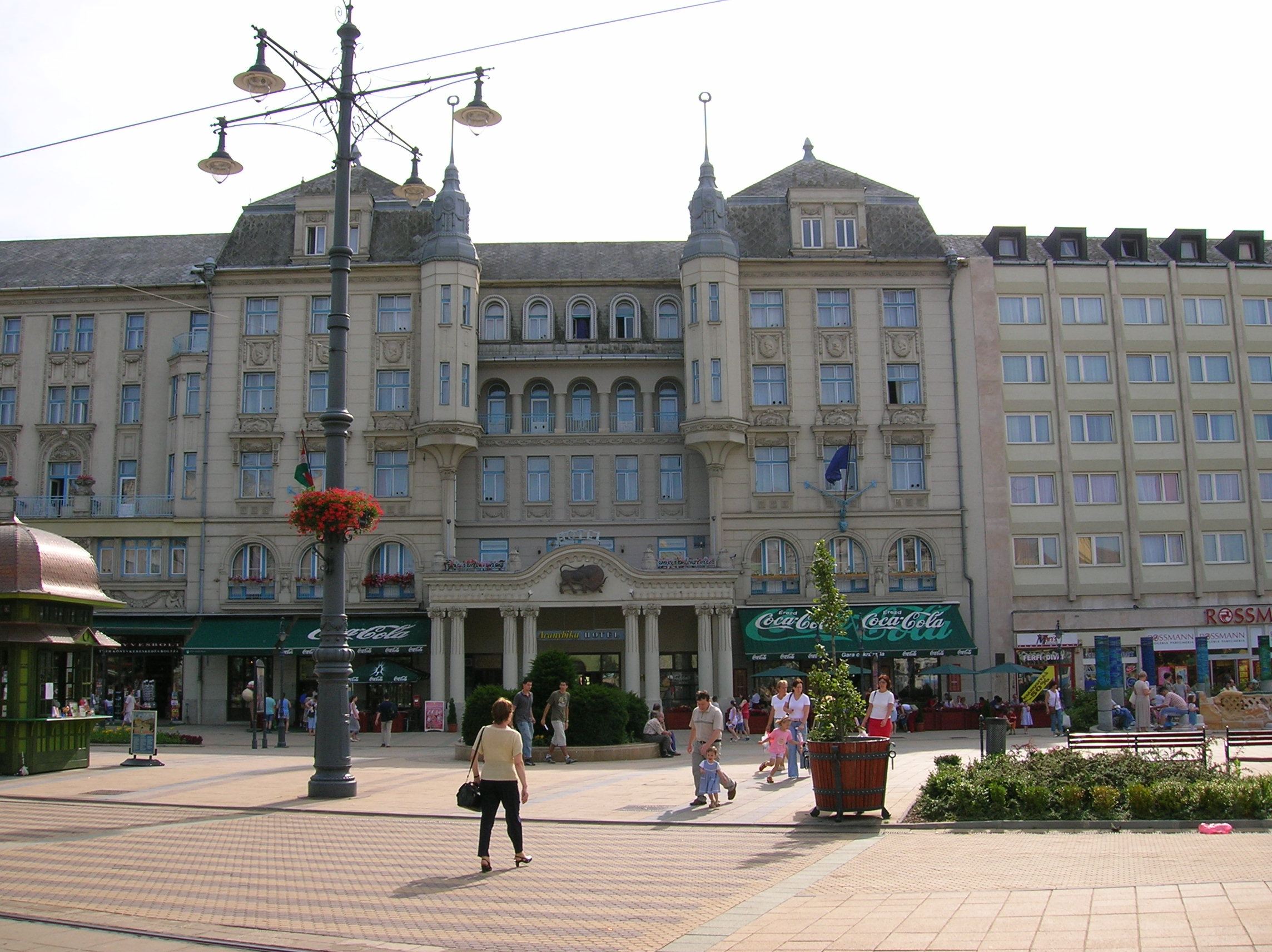
Az Aranybika Szálló

A várost 1564–1811 között nyolcszor emésztette nagy tűz, köztük az 1802-es és az 1811-es tűzvészek voltak a legpusztítóbbak. Egyre szigorúbb tűzszabályrendeleteket vezettek be.
A város gyorsan fejlődött, de konzervativizmusát mindig megtartotta. A történelem úgy hozta, hogy az utóbbi két évszázadban kétszer is meghatározó szerepet játszhatott Magyarország történetében. Először 1849 januárjában lett az ország fővárosa, és vált – Kossuth szavaival élve – a „magyar szabadság őrvárosává”, amikor a forradalmi kormány Pest-Budáról ide menekült. 1849. április 14-én Kossuth a Református Nagytemplomban mondta ki a Habsburg–Lotaringiai-ház trónfosztását és Magyarország függetlenségét. Debrecen tanúja volt a szabadságharc egyik utolsó csatájának is, melyben a Habsburg-párti orosz sereg legyőzte a magyar honvédség egyik fontos elővédjét (Nagysándor József hadteste), a város nyugati részén zajlott augusztus 2-án.
A szabadságharc után Debrecen lassan újra virágzásnak indult. 1857-ben elérte a vasútvonal, amely összeköti a mai Budapesttel, majd hamarosan vasúti gócponttá vált. Új iskolák, kórházak, gyárak, malmok épültek, bankok és biztosítótársaságok telepedtek meg a városban. Magasabb épületek, villák épültek, parkokat alakítottak ki, így a város egyre inkább nagyvárosias külsőt öltött. 1884-ben az országban elsőként elindult a gőzvontatású városi közúti vasút (helyét 1911-ben a villamos vette át, mely a mai napig nagyrészt a régi gőzvasút nyomvonalán halad).
Nagyváraddal mindig „konkurenciaharcot” vívott a város, mint Hajdú és Bihar vármegyék központjai. Egészében véve a polgári korszakban Debrecen folyamatosan hanyatlott, egyre lejjebb csúszott a magyar városok sorában. Az első világháború után azonban, amikor Magyarországtól elcsatolták a Partium területeit, Debrecen határközeli várossá vált, és megszűnt a Nagyvárad jelentette versenyhelyzet. A város 1919. április 23-tól 1920. március 30-ig súlyos károkat okozó román megszállás alatt állt. A megszálló román katonaság fosztogatásai során 18 debreceni polgár a román katonák által elkövetett rablógyilkosság áldozata lett, 1 embert pedig a román hadsereg kivégzett. A gazdasági válságból a turizmus és a tudomány nyújtott kiutat. A Nagyerdőben kikapcsolódási és sportolási lehetőséget nyújtó épületek épültek, köztük fedett uszoda és az ország első stadionja. A városhoz tartozó Hortobágyi Nemzeti Park turistalátványossággá vált.

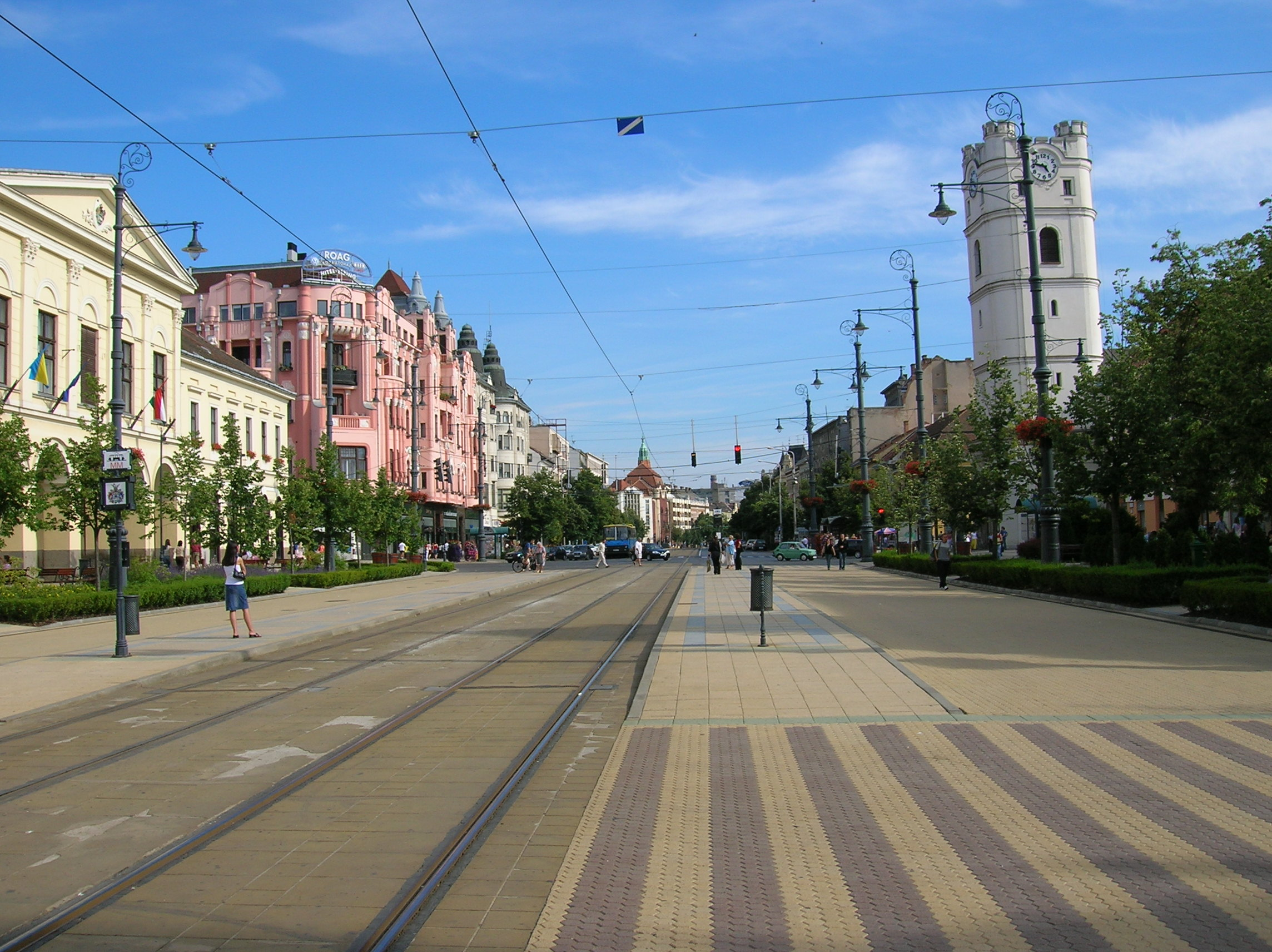
Belváros, Piac utca

A második világháború alatt Debrecen hatalmas veszteségeket szenvedett. Az 1944. augusztusi bombatámadások során az épületek fele elpusztult, további 20%-uk megrongálódott. 1944 után megkezdődik az újjáépítés, és Debrecen egy időre másodszor is az ország fővárosa lett, amikor itt ülésezett az Ideiglenes Nemzetgyűlés, és száz napig itt tevékenykedett az Ideiglenes Nemzeti Kormány is.
A polgárok nekiláttak a város újjáépítésének, azonban a háború előtti állapotok teljes visszaállítását az új rendszer nem tette lehetővé. Az államosítások során a város területének felét elvesztette, ezeket újonnan kialakított községekhez csatolták, ezenkívül Debrecen a Hortobágy feletti rendelkezési jogát is elveszítette. A 20. század második felében épült lakótelepek megváltoztatták a külső városrészek arculatát. Ugyanakkor otthont teremtettek azoknak, akiknek háza elpusztult a háborúban, valamint a vidéki falvakból az intenzíven fejlődő iparvárosba költözök számára.
1956. október 22-én az egyetemisták csatlakoztak a MEFESZ-hez, ezzel kezdetét vette az 1956-os forradalom a városban. Másnap sortűz is dördült a belvárosban lévő rendőrfőkapitányság előtt: a golyózáporban 2 diák az életét vesztette. Ám a halálos lövéseket nem követte nagy felzúdulás, tömegharag, köszönhetően a nemzetőrségnek és a forradalom-barát katonáknak. 26–27-én a forradalom intézményesülni kezdett a munkástanácsok és bizottságok megalapításával. A november 4-ei szovjet inváziót nem követte komoly ellenállás.
Napjainkban Debrecen a Tiszántúl legnagyobb városa, ezenkívül az ország egyik fontos tudományos, kulturális, kereskedelmi, vasúti, építészeti központja.

## Közigazgatás és politika

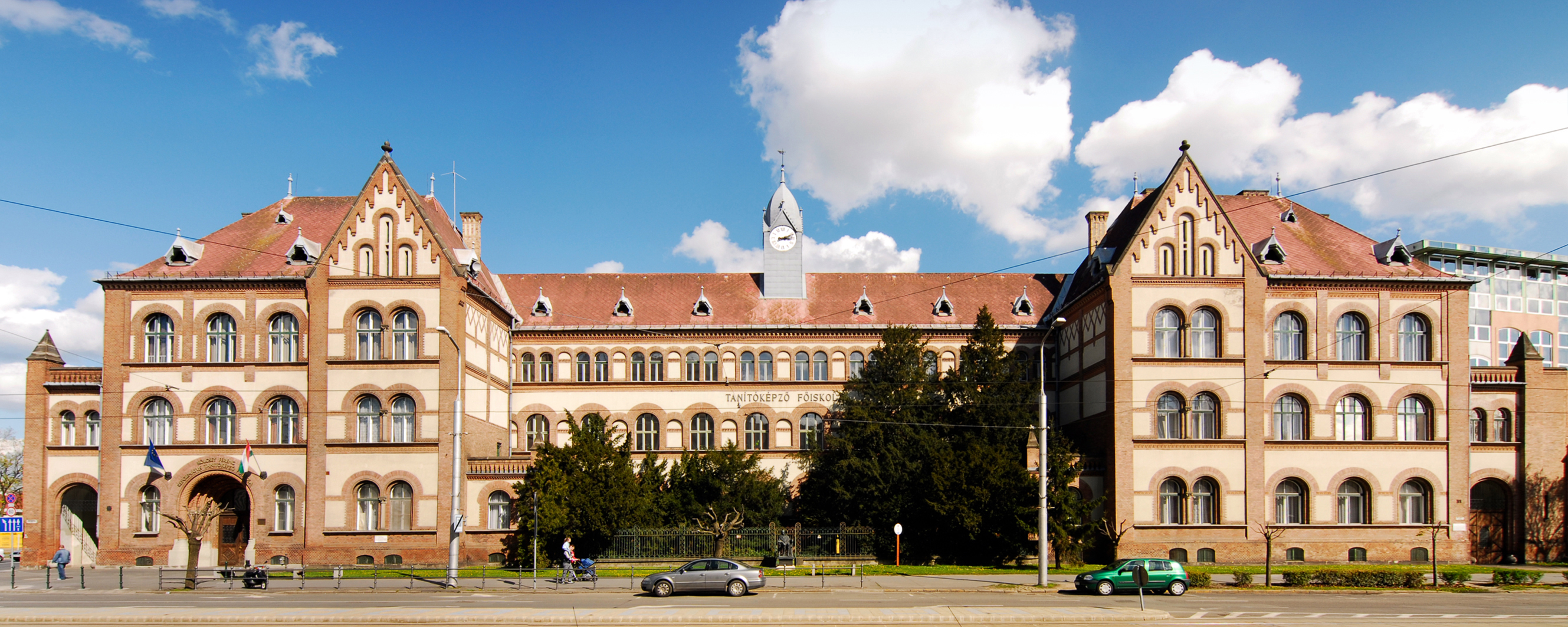
Debreceni Református Kollégium Általános Iskolája és Gimnáziuma,
1992–2012 között Kölcsey Ferenc Református Tanítóképző Főiskola

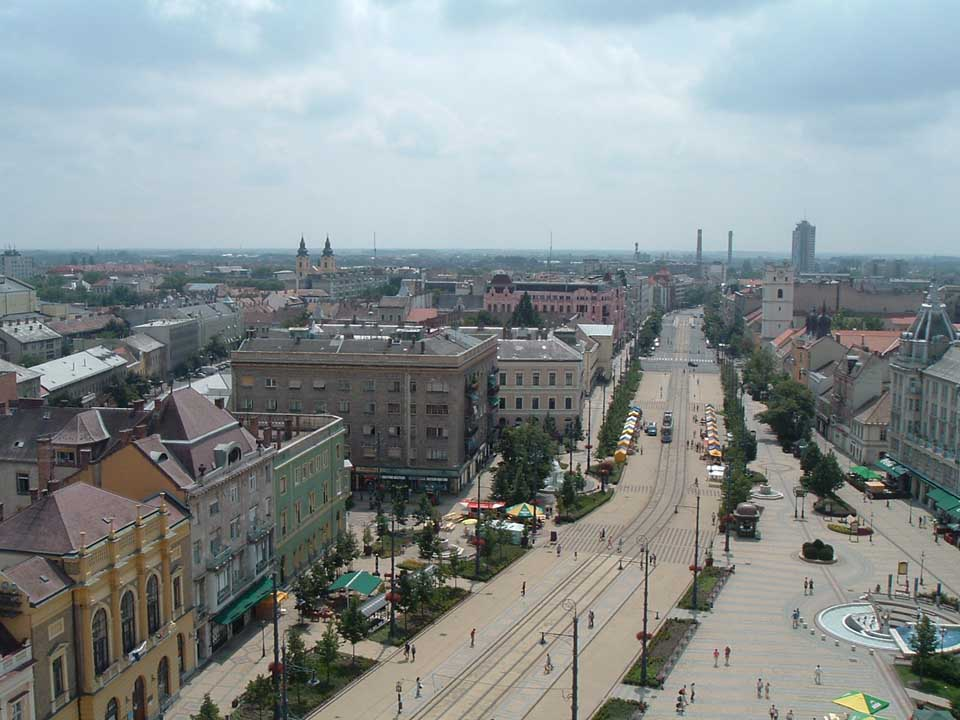
Debrecen látképe a Nagytemplom tornyából

A helyi önkormányzatairól szóló 2011. évi CLXXXIX. törvény szerint, a helyi önkormányzás a helyi közügyek önálló, demokratikus intézése, a helyi közhatalomnak a lakosság érdekében történő gyakorlása. A helyi önkormányzás joga az érintett választópolgárok közösségét illeti meg. A helyi önkormányzat felett a kormány csak ellenőrzési jogkört gyakorolhat. Helyi közügyet csak kivételesen és csak törvény utalhat más szervezet feladat és határkörébe. Az önkormányzati feladatok ellátását a képviselő-testület és szervei biztosítják. A képviselő-testület szervei a polgármester, polgármesteri hivatal, jegyző, bizottságok és a részönkormányzat.
A helyi önkormányzat a törvények keretei között, saját felelősségére, önállóan szabályozza és igazgatja a feladat- és hatáskörébe tartozó helyi közügyeket. Az önkormányzat a közügyek intézése során kötelező és önként vállalt feladatokat lát el. A kötelező feladatok ellátásáról való gondoskodás az önkormányzat kötelessége, nagyságától, teherbíró képességétől függetlenül. Ez a gyakorlatban azt jelenti, hogy az önkormányzatnak gondoskodnia kell arról, hogy a lakosok hozzájussanak a törvényben felsorolt szolgáltatásokhoz: településfejlesztés, településrendezés, településüzemeltetés (köztemetők kialakítása és fenntartása, a közvilágításról való gondoskodás, kéményseprő-ipari szolgáltatás biztosítása, a helyi közutak és tartozékainak kialakítása és fenntartása, közparkok és egyéb közterületek kialakítása és fenntartása, gépjárművek parkolásának biztosítás), egészségügyi alapellátás, környezet-egészségügy (köztisztaság, települési környezet tisztaságának biztosítása, rovar- és rágcsálóirtás), óvodai ellátás, kulturális szolgáltatás (nyilvános könyvtári ellátás, filmszínház, előadó-művészeti szervezet támogatása, a kulturális örökség helyi védelme, a helyi közművelődési tevékenység támogatása), gyermekjóléti szolgáltatások és ellátások, lakásgazdálkodás, hajléktalanná vált személyek ellátásának és rehabilitációjának, valamint a hajléktalanná válás megelőzésének biztosítása, helyi környezet- és természetvédelem, vízgazdálkodás, vízkárelhárítás, polgári védelem, helyi adóval, gazdaságszervezéssel és a turizmussal kapcsolatos feladatok, a kistermelők, őstermelők számára – jogszabályban meghatározott termékeik – értékesítési lehetőségeinek biztosítása, ideértve a hétvégi árusítás lehetőségét is, sport, ifjúsági ügyek, település közbiztonságának biztosítása, helyi közösségi közlekedés biztosítása, hulladékgazdálkodás, távhőszolgáltatás, és a víziközmű-szolgáltatás.

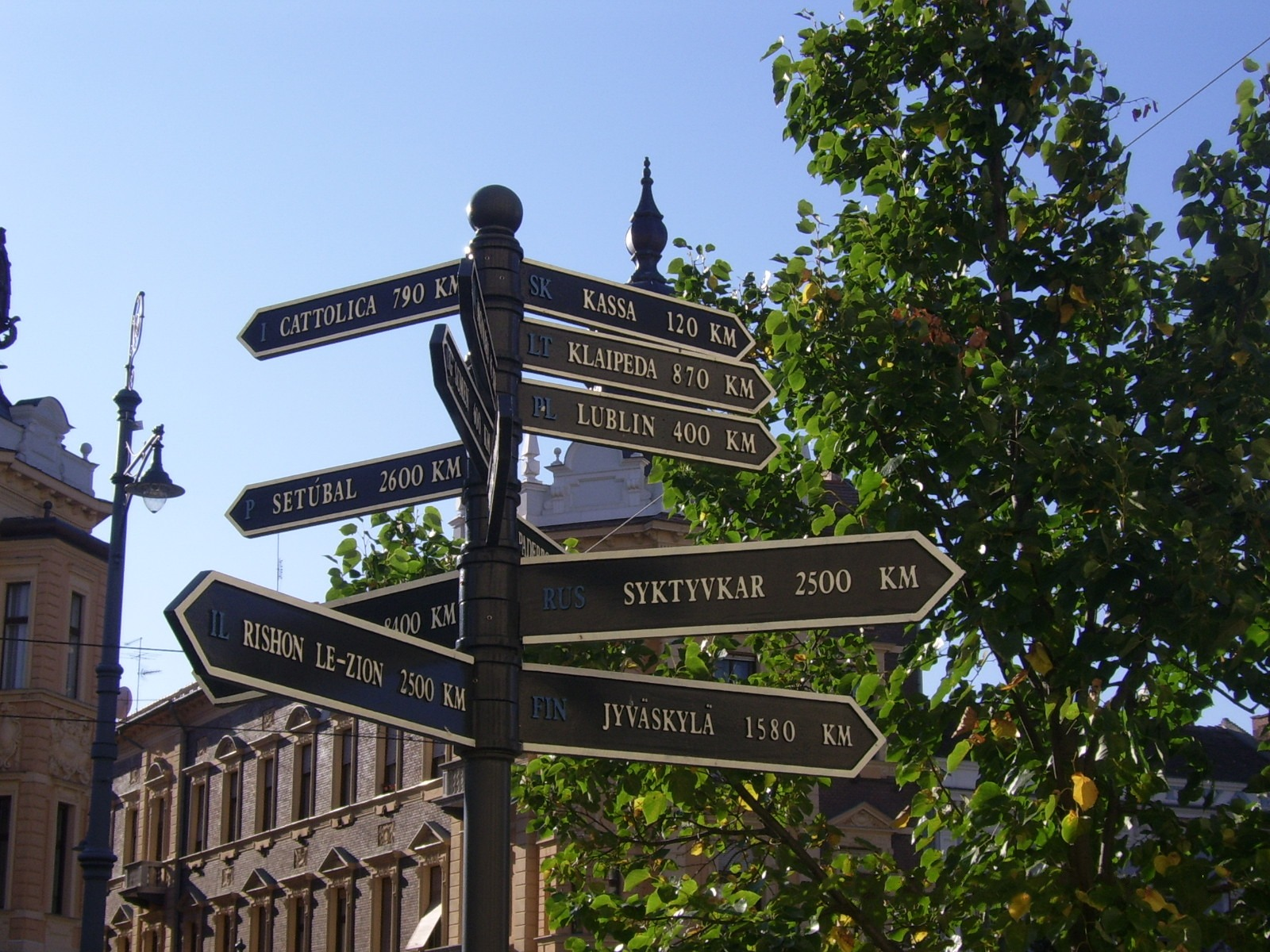
Debrecen testvárvárosai

2010-ben az önkormányzati testület létszáma a 2010. évi L. törvény alapján 50-ről 35 főre csökkent. A helyi önkormányzat egy polgármesterből és 34 képviselőből áll. A 34 képviselői helyből, 24 egyéni választókerületi és 10 kompenzációs listás mandátum. 2019-ben a helyi választási iroda határozata szerint 2019. január 1-én 201 432 fő lakott a kerületben, a népesség csökkenésének politikai jelentősége van. A választási iroda határozata szerint már csak 23 egyéni és 9 kompenzációs hely lesz. A polgármestert a település összes választópolgára közvetlenül választja, míg a képviselőket csak az egyéni választókerületbe bejelentett választópolgárok választják meg közvetlenül. A kompenzációs listára a választó nem voksolhat, mert arról a mandátumokat az egyéni választókerületekben összesített töredékszavazatok (vagyis az egyéni választókerületben mandátumot nem szerző jelöltekre leadott érvényes szavazatok) arányában osztják ki. A polgármestert és a képviselőket az alkotmány értelmében 5 évre választják meg. A polgármester és az önkormányzati testület tagjai egyenlő szavazati joggal rendelkeznek.

### Polgármesterei
| Név             | Párt        | Terminus    | Megjegyzés                                     |
| --------------- | ----------- | ----------- | ---------------------------------------------- |
| Hevessy József  | SZDSZ       | 1990–1998   | Az 1990-es önkormányzati választási eredménye: |
| Hevessy József  | SZDSZ       | 1990–1998   | Az 1994-es önkormányzati választás eredménye:  |
| Kósa Lajos      | Fidesz      | 1998 – 2014 | Az 1998-as önkormányzati választás eredménye:  |
| Kósa Lajos      | Fidesz–MDF  | 1998 – 2014 | A 2002-es önkormányzati választás eredménye:   |
| Kósa Lajos      | Fidesz      | 1998 – 2014 | A 2006-os önkormányzati választás eredménye:   |
| Kósa Lajos      | Fidesz–KDNP | 1998 – 2014 | A 2010-es önkormányzati választás eredménye:   |
| Dr. Papp László | Fidesz–KDNP | 2014 –      | A 2014-es önkormányzati választás eredménye:   |
| Dr. Papp László | Fidesz–KDNP | 2014 –      | A 2019-es önkormányzati választás eredménye:   |
| Dr. Papp László | Fidesz–KDNP | 2014 –      | A 2024-es önkormányzati választás eredménye:   |

### A 2024-es önkormányzati választás eredménye
- A polgármester-választás eredménye[47]

| Jelölt neve              | Jelölő szerv. | Jelölő szerv.                  | Szavazatok száma | Szavazatok aránya |
| ------------------------ | ------------- | ------------------------------ | ---------------- | ----------------- |
| Dr. Papp László          |               | Fidesz – KDNP                  | 40 807           | 48,39%            |
| Dr. Gondola Zsolt Zoárd  |               | Civil Fórum Debrecen Egyesület | 19 227           | 22,80%            |
| Mándi László             |               | Összefogás a Cívisvárosért     | 16 832           | 19,96%            |
| Salánkiné Kuti Zsuzsanna |               | Mi Hazánk                      | 7458             | 8,84%             |
| Összesen                 |               |                                | 84 324           | 100%              |

- A képviselőtestület-választás eredménye[48]

| Párt | Párt                           | Mandátumok | Képviselő-testület | Képviselő-testület | Képviselő-testület | Képviselő-testület | Képviselő-testület | Képviselő-testület | Képviselő-testület | Képviselő-testület | Képviselő-testület | Képviselő-testület | Képviselő-testület | Képviselő-testület | Képviselő-testület | Képviselő-testület | Képviselő-testület | Képviselő-testület | Képviselő-testület | Képviselő-testület | Képviselő-testület | Képviselő-testület | Képviselő-testület | Képviselő-testület | Képviselő-testület | Képviselő-testület |
| ---- | ------------------------------ | ---------- | ------------------ | ------------------ | ------------------ | ------------------ | ------------------ | ------------------ | ------------------ | ------------------ | ------------------ | ------------------ | ------------------ | ------------------ | ------------------ | ------------------ | ------------------ | ------------------ | ------------------ | ------------------ | ------------------ | ------------------ | ------------------ | ------------------ | ------------------ | ------------------ |
|      | Fidesz – KDNP                  | 24         | P                  |                    |                    |                    |                    |                    |                    |                    |                    |                    |                    |                    |                    |                    |                    |                    |                    |                    |                    |                    |                    |                    |                    |                    |
|      | Civil Fórum Debrecen Egyesület | 4          |                    |                    |                    |                    |                    |                    |                    |                    |                    |                    |                    |                    |                    |                    |                    |                    |                    |                    |                    |                    |                    |                    |                    |                    |
|      | Összefogás a Cívisvárosért     | 3          |                    |                    |                    |                    |                    |                    |                    |                    |                    |                    |                    |                    |                    |                    |                    |                    |                    |                    |                    |                    |                    |                    |                    |                    |
|      | Mi Hazánk                      | 2          |                    |                    |                    |                    |                    |                    |                    |                    |                    |                    |                    |                    |                    |                    |                    |                    |                    |                    |                    |                    |                    |                    |                    |                    |

### Országgyűlési képviselők
A régi választójogi törvény, az 1989. évi XXXIV. törvény hatálya alatt a város három választókerülethez tartozott.
| Név                    |  | Párt   | Terminus  | Választókerület                |
| ---------------------- |  | ------ | --------- | ------------------------------ |
| Fejes Attila           |  | MDF    | 1990–1994 | Régi Hajdú-Bihar megyei 1. sz. |
| Daróczy Zoltán         |  | MSZP   | 1994–1998 | Régi Hajdú-Bihar megyei 1. sz. |
| Pósán László           |  | Fidesz | 1998–2014 | Régi Hajdú-Bihar megyei 1. sz. |
| Gali Ákos              |  | MDF    | 1990–1994 | Régi Hajdú-Bihar megyei 2. sz. |
| Juhászné Lévai Katalin |  | MSZP   | 1994–1998 | Régi Hajdú-Bihar megyei 2. sz. |
| Halász János           |  | Fidesz | 1998–2014 | Régi Hajdú-Bihar megyei 2. sz. |
| Mózes Mihály           |  | SZDSZ  | 1990–1994 | Régi Hajdú-Bihar megyei 3. sz. |
| Orosz István           |  | MSZP   | 1994–1998 | Régi Hajdú-Bihar megyei 3. sz. |
| Kósa Lajos             |  | Fidesz | 1998–2014 | Régi Hajdú-Bihar megyei 3. sz. |

Az országgyűlési képviselők jogállását, a képviselők alapvető jogait és kötelezettségeit 2012. évi XXXVI. törvény szabályozza. Az országgyűlési képviselők választását a 2011. évi CCIII. törvény szabályozza. Az országgyűlési képviselőket a választópolgárok területi-perszonális elv alapján egyéni választókerületekben, általános és egyenlő választójog alapján, közvetlen és titkos szavazással, a választók akaratának szabad kifejezését biztosító választáson, sarkalatos törvényben meghatározott módon választják. Minden egyéni választókerületben (EVK) egy országgyűlési képviselő választható. A főváros és a települések több választókerületre oszthatók, ha ezt a jogosultak száma indokolja, a kerülethatárokat nem kell figyelembe venni.
Debrecen három országgyűlési egyéni választókerülethez tartozik, a Hajdú-Bihar megyei 1. sz., Hajdú-Bihar megyei 2. sz. és a Hajdú-Bihar megyei 3. sz.-hoz.
Hajdú-Bihar megyei 1. sz. országgyűlési egyéni választókerület
| Név        |                                              | Párt        | Terminus | Választókerület           | Megjegyzés                                   |
| ---------- | -------------------------------------------- | ----------- | -------- | ------------------------- | -------------------------------------------- |
| Kósa Lajos |                                              | Fidesz–KDNP | 2014 –   | Hajdú-Bihar megyei 1. sz. | A 2014-es országgyűlési választás eredménye: |
| Kósa Lajos | A 2018-as országgyűlési választás eredménye: | Fidesz–KDNP | 2014 –   | Hajdú-Bihar megyei 1. sz. |                                              |
| Kósa Lajos | A 2022-es országgyűlési választás eredménye: | Fidesz–KDNP | 2014 –   | Hajdú-Bihar megyei 1. sz. |                                              |

Hajdú-Bihar megyei 2. sz. országgyűlési egyéni választókerület
| Név          |                                              | Párt        | Terminus | Választókerület           | Megjegyzés                                   |
| ------------ | -------------------------------------------- | ----------- | -------- | ------------------------- | -------------------------------------------- |
| Pósán László |                                              | Fidesz–KDNP | 2014 –   | Hajdú-Bihar megyei 2. sz. | A 2014-es országgyűlési választás eredménye: |
| Pósán László | A 2018-as országgyűlési választás eredménye: | Fidesz–KDNP | 2014 –   | Hajdú-Bihar megyei 2. sz. |                                              |
| Pósán László | A 2022-es országgyűlési választás eredménye: | Fidesz–KDNP | 2014 –   | Hajdú-Bihar megyei 2. sz. |                                              |

Hajdú-Bihar megyei 3. sz. országgyűlési egyéni választókerület
| Név         |                                              | Párt        | Terminus | Választókerület           | Megjegyzés                                   |
| ----------- | -------------------------------------------- | ----------- | -------- | ------------------------- | -------------------------------------------- |
| Tasó László |                                              | Fidesz–KDNP | 2014 –   | Hajdú-Bihar megyei 3. sz. | A 2014-es országgyűlési választás eredménye: |
| Tasó László | A 2018-as országgyűlési választás eredménye: | Fidesz–KDNP | 2014 –   | Hajdú-Bihar megyei 3. sz. |                                              |
| Tasó László | A 2022-es országgyűlési választás eredménye: | Fidesz–KDNP | 2014 –   | Hajdú-Bihar megyei 3. sz. |                                              |

## Címere
|  | «Egyenesen fennálló égszínkék hadipajzs, alján három csúcsú halomból képzett zöld mező közepén zöld lombkoronájú pálmafa emelkedik. Alatta fehér színű gyapjas bárány áll, három lábával két nyitott könyvön, felemelt és kissé behajlított jobb első lábával aranyszínű kereszt rúdját tartja, a kereszten lecsüngő és szétterjesztett fehér kereszttel hímzett veres lobogó. A bárány egész testének súlyával a pajzs jobb oldala felé fordul és lép. A pajzs tetején nyílt sisak felett a koronán kiterjesztett szárnyú, mellén zöld borostyán koszorút viselő felemelt fejű és kitátott szájú főnix madár, mely a koronából felcsapó lángoknál magát perzseli. A sisak felső részéről egyik oldalon veres és fehér, a másik oldalon arany és kék színű címerrojtok futnak le szorosan a sisakhoz, illetve a pajzshoz simulva. A főnix madár feje felett tündöklő napot ábrázolnak». |

## Népesség
Debrecen lakónépessége 2022. október 1-jén 199 858 fő volt, ami Hajdú-Bihar vármegye össznépességének 38,5%-át tette ki. A 2011-es népszámlálás óta 11 462 fővel csökkent a város lakosság száma. Ebben az évben az egy km²-re jutó lakók száma, átlagosan 433 ember volt. Debrecen népesség korösszetétele igen kedvezőtlen. 2022-ben a város lakónépességének a 13%-a 14 évnél fiatalabb, míg a 65 éven felülieké 20% volt. 2022-ben a férfiaknál 72,3, a nőknél 79,5 év volt a születéskor várható átlagos élettartam. A legmagasabb befejezett iskolai végzettség szerint az érettségi végzettséggel rendelkezők élnek a legtöbben a városban 64 249 fő, utánuk a következő nagy csoport a diplomával rendelkezők 54 326 fővel. 2022-ben a 6 évnél idősebb népesség 87%-nál volt internet elérési lehetősége. A népszámlálás adatai alapján a város lakónépességének 7,8%-a, mintegy 15 639 személy vallotta magát valamely kisebbséghez tartozónak. A kisebbségek közül cigány, német és román nemzetiségűnek vallották magukat a legtöbben.
Debrecen Magyarország második legnépesebb városa. Már a 18. században Magyarország legnagyobb városa volt, Budát, Pestet és Pozsonyt is megelőzve, A népességszámát tekintve két jeles fordulópontot érdemes megemlíteni, 1919-et amikor is népessége átlépte a 100 000 főt és 1982-t amikor elérte a 200 000 fős lakosságot. A város történetében először a II. Világháború idején akadt meg a fejlődés. A népesség növekedése – a legtöbb megyeszékhelyhez hasonlóan – az 1960-as években felgyorsult, a szám megduplázódott a szocializmus évei alatt. A legtöbben 1990-ben éltek a nagyvárosban, 212 235-en. 2011-ig stagnált a népessége. 2024-ben az 1980-assal közel azonos a statisztika. 
A 2022-es népszámlálási adatok szerint a magukat vallási közösséghez tartozónak valló debreceniek túlnyomó többsége reformátusnak tartja magát. Emellett jelentős egyház a városban még a római katolikusok.

### Iskolai végzettség
| Iskolai végzettség                | Iskolai végzettség               | Iskolai végzettség | Iskolai végzettség | Iskolai végzettség |
| --------------------------------- | -------------------------------- | ------------------ | ------------------ | ------------------ |
|                                   |                                  |                    |                    | fő                 |
| Általános iskolát nem végezte el  | Általános iskolát nem végezte el |                    | 15 378             | 15 378             |
| Általános iskola                  | Általános iskola                 |                    | 26 417             | 26 417             |
| Szakmunkás                        | Szakmunkás                       |                    | 27 139             | 27 139             |
| Érettségi                         | Érettségi                        |                    | 64 249             | 64 249             |
| Diploma                           | Diploma                          |                    | 54 326             | 54 326             |
| A 2022. évi népszámlálás szerint. |                                  |                    |                    |                    |

A 2001-es népszámlálási adatok alapján, Debrecenben a legmagasabb befejezett iskolai végzettség szerint az érettségi végzettséggel rendelkezők éltek a legtöbben 58 041 fővel. Második legnagyobb csoport az általános iskolai végzettséggel rendelkezőek voltak 51 251 fővel, utánuk következett az általános iskolai végzettséggel nem rendelkezők 31 591 fővel, a szakmunkás végzettségűek 28 508 fővel, végül a diplomások 27 874 fővel.
A 2011-es népszámlálási adatok alapján, Debrecenben a legmagasabb befejezett iskolai végzettség szerint az érettségi végzettséggel rendelkezők éltek a legtöbben 65 438 fővel. Második legnagyobb csoport a diplomás végzettséggel rendelkezők voltak 43 985 fővel, utánuk következett az általános iskolai végzettséggel rendelkezők 37 820 fővel, a szakmunkások 31 662 fővel, végül az általános iskolai végzettséggel nem rendelkezőek 19 087 fővel.
A 2022-es népszámlálási adatok alapján, Debrecenben a legmagasabb befejezett iskolai végzettség szerint az érettségi végzettséggel rendelkezők éltek a legtöbben 64 249 fővel. Második legnagyobb csoport a diplomai végzettséggel rendelkezők voltak 54 326 fővel, utánuk következett a szakmunkás végzettséggel rendelkezők 27 139 fővel, az általános iskolai végzettségűek 26 417 fővel, végül az általános iskolai végzettséggel nem rendelkezőek 15 378 fővel.

### Etnikai összetétel
A 2001-es népszámlálás adatok szerint a város lakossága 211 034 fő volt, ebből a válaszadók 203 333 fő volt, 199 794 fő magyarnak, míg 1108 fő cigánynak vallotta magát, azonban meg kell jegyezni, hogy a magyarországi cigányok (romák) aránya a népszámlálásokban szereplőnél lényegesen magasabb. 577 fő német, 213 fő román és 186 fő ukrán etnikumnak vallotta magát.
A 2011-es népszámlálás adatok szerint a város lakossága 211 320 fő volt, ebből a válaszadók 187 734 fő volt, 179 229 fő magyarnak vallotta magát, az adatokból az derül ki, hogy a magyarnak vallók száma jelentősen csökkent tíz év alatt, ennek egyik fő oka, hogy többen nem válaszoltak. Az elmúlt tíz év alatt, a nemzetiségiek közül a legjelentősebben az arabok (345 fő) és az oroszok (305 fő) száma nőtt. A német (1303 fő) nemzetiségűek száma megkétszereződött. A román (739 fő) nemzetiségűek száma megháromszorozódott. A cigánynak vallók száma (1 352 fő) kismértékben nőtt csak, az elmúlt tíz év alatt. A megyén belül, Debrecenben él a legtöbb magát arabnak, orosznak, románnak, németnek valló nemzetiségi.
A 2022-es népszámlálás adatok szerint a város lakossága 199 858 fő volt, ebből a válaszadók 189 727 fő volt, 174 088 fő magyarnak vallotta magát. Az elmúlt tizenegy év alatt, a nemzetiségiek közül a legjelentősebben az ukránok (446 fő) és a ruszinok (178 fő) száma nőtt, miközben jelentősen csökkent a cigányok (879 fő) és a németek (876 fő) száma. A népszámlálás adatai nem részletezi az el nem ismert nemzetiségeket, de a számuk jelentősen nőtt, 2011 óta 4151 főről 12 069 főre.

### Vallási összetétel

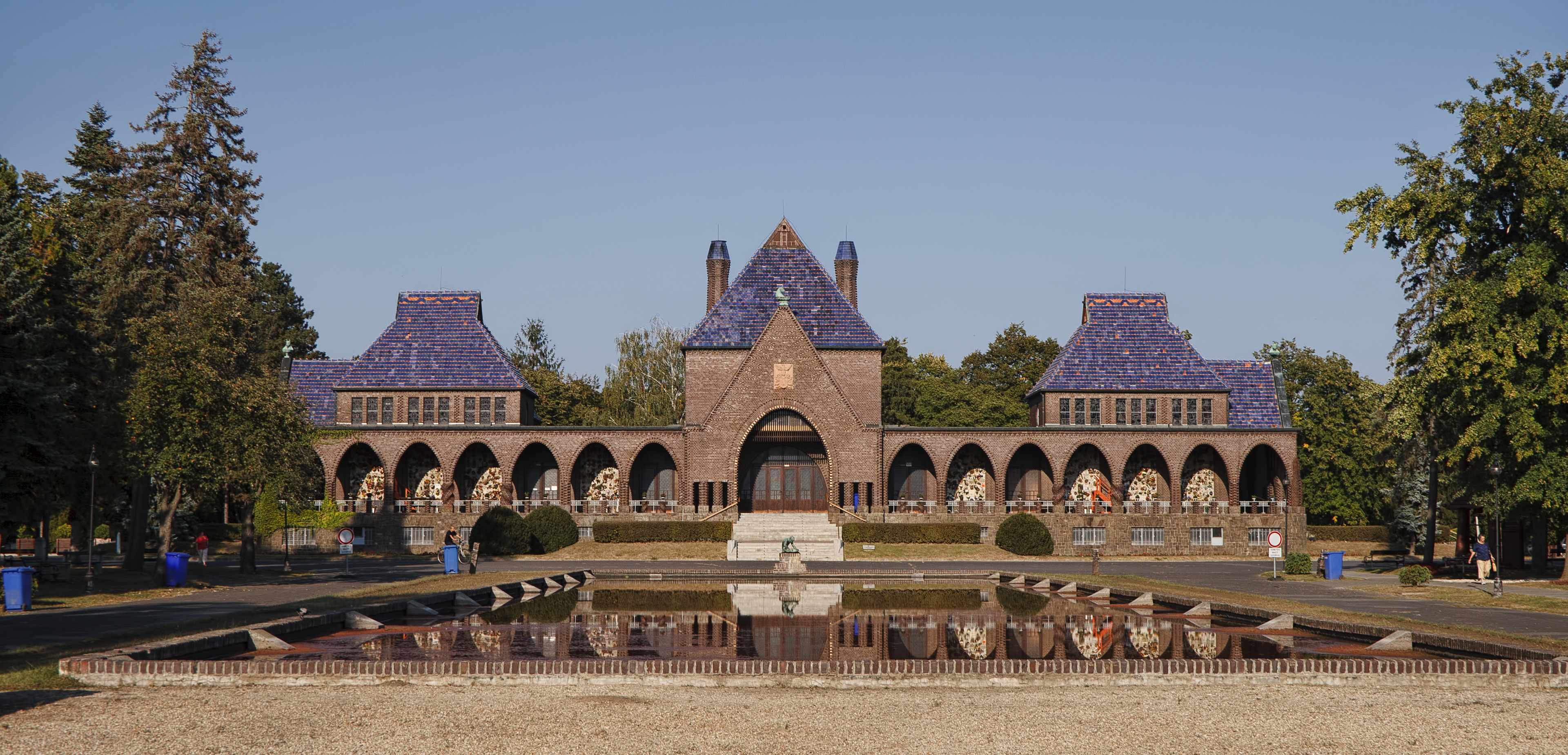
A Ravatalozó

Debrecen lakóinak vallási összetétele 2022-ben
A 2001-es népszámlálási adatok alapján, Debrecenben a lakosság több mint fele (64,3%) kötődik valamelyik vallási felekezethez. A legnagyobb vallás a városban a református (81 583 fő). A második legnagyobb vallási közösség a katolicizmus (23,6%). A katolikus egyházon belül a római katolikusok száma 32 539 fő, míg a görögkatolikusok 17 226 fő. A városban a másik népes protestáns közösség az evangélikusok (1 104 fő). Az ortodox kereszténység inkább az országban élő egyes nemzeti kisebbségek (oroszok, románok, szerbek, bolgárok, görögök) felekezetének számít, számuk elenyésző az egész városi lakosságához képest (186 fő). Szerte a városban számos egyéb kisebb keresztény egyházi közösség működik. A zsidó vallási közösséghez tartózók száma 231 fő. Jelentős a száma azoknak a városban, akik vallási hovatartozásukat illetően nem kívántak válaszolni (9,9%). Felekezeten kívülinek a város lakosságának 25%-a vallotta magát.
A 2011-es népszámlálás adatai alapján, Debrecenben a lakosság kevesebb mint a fele (43,8%) kötődik valamelyik vallási felekezethez. Az elmúlt tíz év alatt a városi lakosság vallási felekezethez tartozása jelentősen csökkent, ennek egyik oka, hogy sokan nem válaszoltak. A legnagyobb vallás a városban a református (52 459 fő). A második legnagyobb vallási közösség a katolicizmus (16,2%). Az elmúlt tíz év alatt, a katolikus valláshoz tartozók száma negyedével esett vissza. A katolikus egyházon belül a római katolikusok száma 23 413 fő, míg a görögkatolikusok 10 762 fő. A városban a másik népes protestáns közösség az evangélikusok (812 fő). Az ortodox kereszténység inkább az országban élő egyes nemzeti kisebbségek (oroszok, románok, szerbek, bolgárok, görögök) felekezetének számít, számuk elenyésző az egész városi lakosságához képest (154 fő). Szerte a városban számos egyéb kisebb keresztény egyházi közösség működik. A zsidó vallási közösséghez tartózók száma 165 fő. Összességében elmondható, hogy az elmúlt tíz év során minden egyházi felekezetekhez tartozók száma jelentősen csökkent. Jelentős a száma azoknak a városban, akik vallási hovatartozásukat illetően nem kívántak válaszolni (28,4%), tíz év alatt a triplájára nőtt a számuk. Felekezeten kívülinek a város lakosságának 27,8%-a vallotta magát.
2022-es népszámlálás adatai alapján, Debrecenben a lakosság kevesebb mint a fele (40%) kötődik valamelyik vallási felekezethez. Az elmúlt tíz év alatt a városi lakosság vallási felekezethez tartozása jelentősen csökkent, ennek egyik oka, hogy sokan nem válaszoltak. A legnagyobb vallás a városban a református (44 677 fő). A második legnagyobb vallási közösség a katolicizmus (9%). Az elmúlt tíz év alatt, a katolikus valláshoz tartozók száma negyedével esett vissza. A katolikus egyházon belül a római katolikusok száma 17 913 fő, míg a görögkatolikusok 10 750 fő. A városban a másik népes protestáns közösség az evangélikusok (715 fő). Az ortodox kereszténység inkább az országban élő egyes nemzeti kisebbségek (oroszok, románok, szerbek, bolgárok, görögök) felekezetének számít, számuk elenyésző az egész városi lakosságához képest (195 fő). A zsidó vallási közösséghez tartózók száma 135 fő. Jelentős a száma azoknak a városban, akik vallási hovatartozásukat illetően nem kívántak válaszolni (39%). Felekezeten kívülinek a város lakosságának 21%-a vallotta magát.

## Városrészek
Belváros

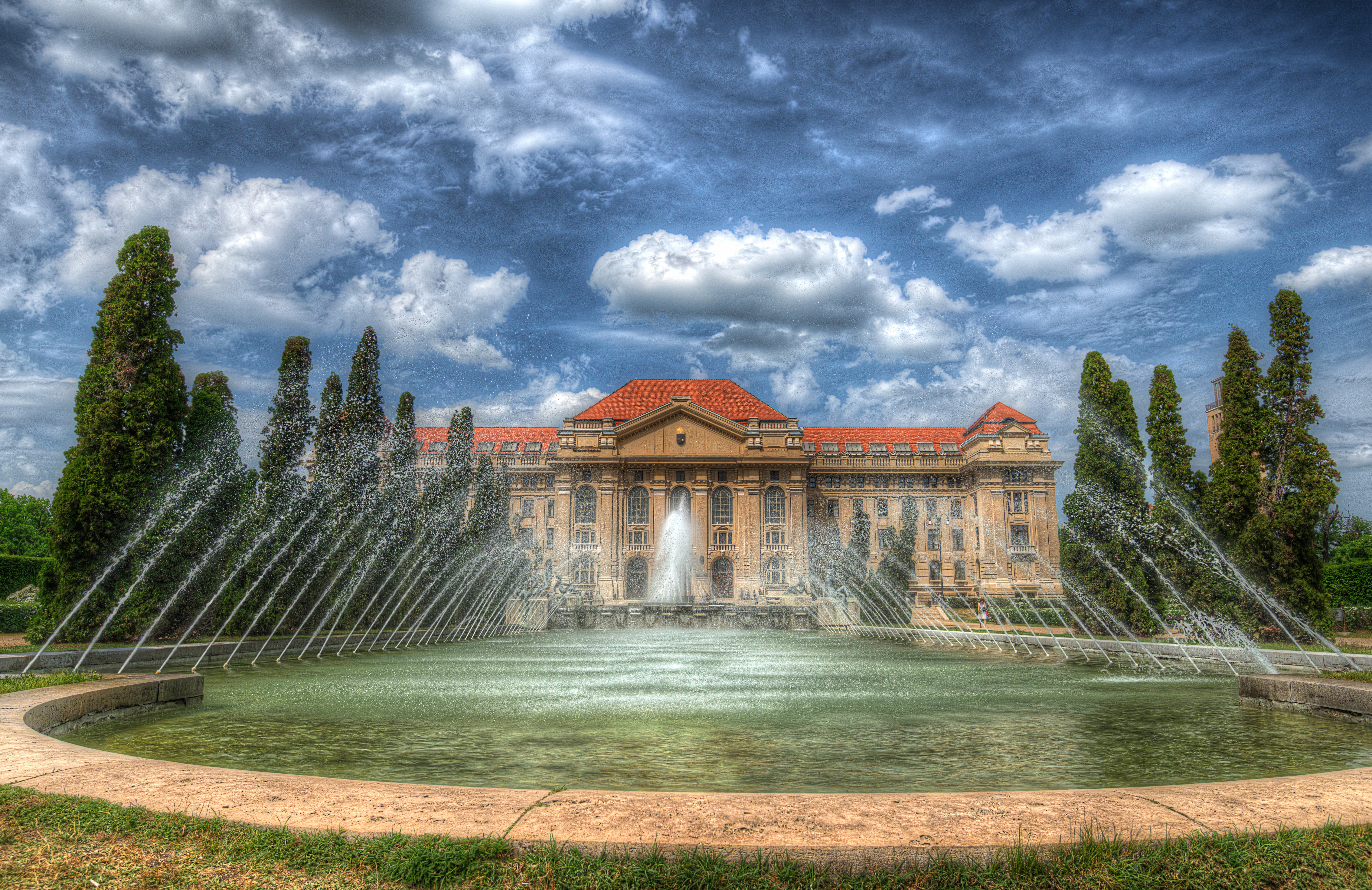
Az egyetem épülete

A történelmi városmag a város tengelyét képező Piac utca két oldalán, az egykori árokkal megerősített városfallal körbekerített területen jött létre. Az árok építését még Zsigmond király rendelte el a 15. század elején, eredetileg kőfallal. A kőfal sohasem épült meg, tekintve, hogy az Alföld híján van kőnek. A fal helyett líciumtövissel (gledícsával) kerítést építettek, mely 450 évig állt fenn. Jelképességét jelzi, hogy a magisztrátus szigorúan büntetett minden, a kerítéssel kapcsolatos kihágást. A kör alakú kerítést a nagyobb utcák torkolatánál kapuk és kisajtók (gyalogosátjárók) szakították meg, megfelelő őrséggel ellátva. A városárkot 1862-ben töltötték fel, ekkor bontották le az őrházakat is, helyettük vámházakat emeltek. A kerítésen hét nagyobb kapu és ugyanannyi kisajtó volt.
A belváros központi területe a Nagytemplom szűkebb környéke, innen indul ki a város főutcája, a Piac utca, kelet-nyugati irányban kereszteznek az úgynevezett „derék-utcák” (pl. Széchenyi, Kossuth, Csapó utcák). A belváros emeletes házai főleg a Piac utca vonalán és a keresztutcák első felében találhatóak.
Kertségek

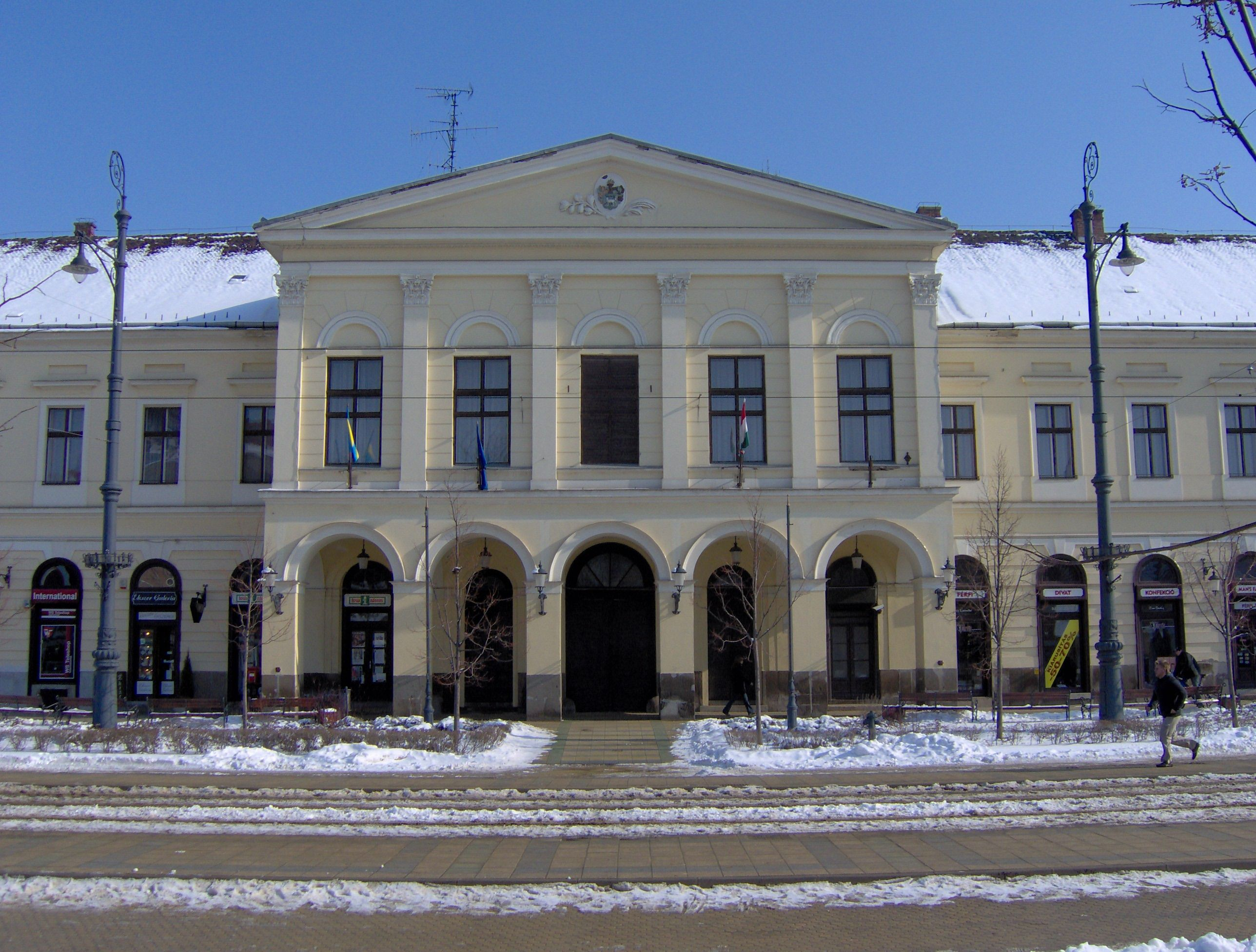
A városháza

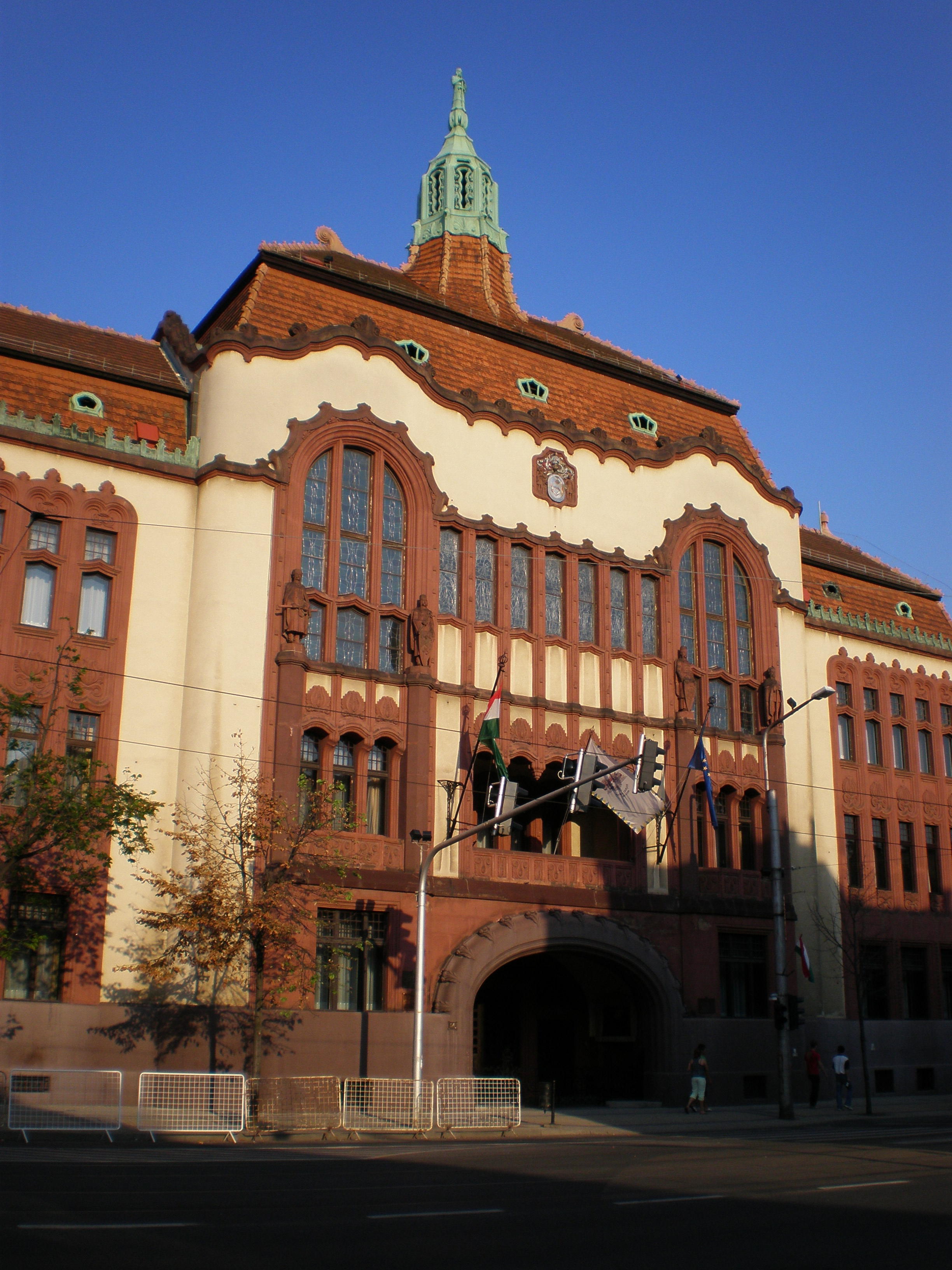
A megyeháza

Debrecenben a legtöbb városrész neve kertre végződik. A városban a 17–18. században a szálláskertes-ólaskertes településforma volt jellemző. A hosszan elnyúló telkek hátsó részén, túl a gazdasági udvaron, dúsan termő szőlők és gyümölcskertek voltak a 18. század végétől kezdve. A lakosság növekedésével egyre kisebb területre szorultak vissza a kertek, és az újabb utcák nyitásával lassan beépültek, ez arra késztette a várost, hogy az a város árkán túl létesítsen megfelelő területet a szőlők, gyümölcsösök és veteményesek számára. Így alakultak ki a várost övező kertségek. Nemcsak gazdasági hasznot hoztak, hanem a város levegőjét is tisztították. A városi tanács 1890-ig szigorúan tiltotta a kertségekben a lakóházak építését. A lakosság 1890–1910 között megkétszereződött, egyre többen települtek ki a kertségekbe. A Boldogfalvi-, Csapó- és a Homokkert teljesen beépült a 20. század elejére. A lakótelepek terjedésével a kertségeket felszámolták és bérházakkal építették be, emiatt fokozatosan kintebb szorultak. A mai Debrecent szintén kertségek veszik körül (pl. Bellegelő-kert, Bizcó István-kert, Bayk András-kert, Bánk, Nagycsere, Bocskaikert), jó részük már szinte belterületnek tekinthető.

## Közlekedés

### Közúthálózat
A város közúthálózatának gerincét egy autópálya, több első- és másodrendű főút, valamint néhány négy- és öt számjegyű mellékút alkotja. Budapesttel, Szolnokkal, Nyíregyházával és Záhonnyal a 4-es főút, Füzesabonnyal és Eger térségével a 33-as főút, Miskolc környékével a 35-ös főút, Szegeddel és a Dél-Alföld más városaival a 47-es, Vámospérccsel és a legközelebbi (román) határátkelőhellyel a 48-as főút, Nyírbátorral és Mátészalkával a 471-es főút köti össze, az ország távolabbi részei felől pedig a fő megközelítési útvonala az M35-ös autópálya. Főútnak minősül még a 354-es és a 481-es út is, amelyek lényegében a város belsőbb területeit tehermentesítő, elkerülő útvonalak.
A térség más, kisebb települései közül Balmazújvárossal a 3316-os, Hajdúszováttal és Földessel a 4805-ös, Hosszúpályival és Biharkeresztessel a 4808-as, Létavértessel és az álmosdi határátkelőhellyel a 4814-es, Hajdúsámsonnal pedig (Martinka érintésével) a 4908-as út kapcsolja össze. Határszélét nyugaton érinti még az eredetileg Hajdúböszörményt Hajdúszoboszlóval összekötő, de hosszú szakaszain burkolatlan (vagy ha burkolt, akkor keskeny és silány állapotú), ezért komolyabb forgalom elvezetésére képtelen 3319-es út is.

### Helyi közlekedés

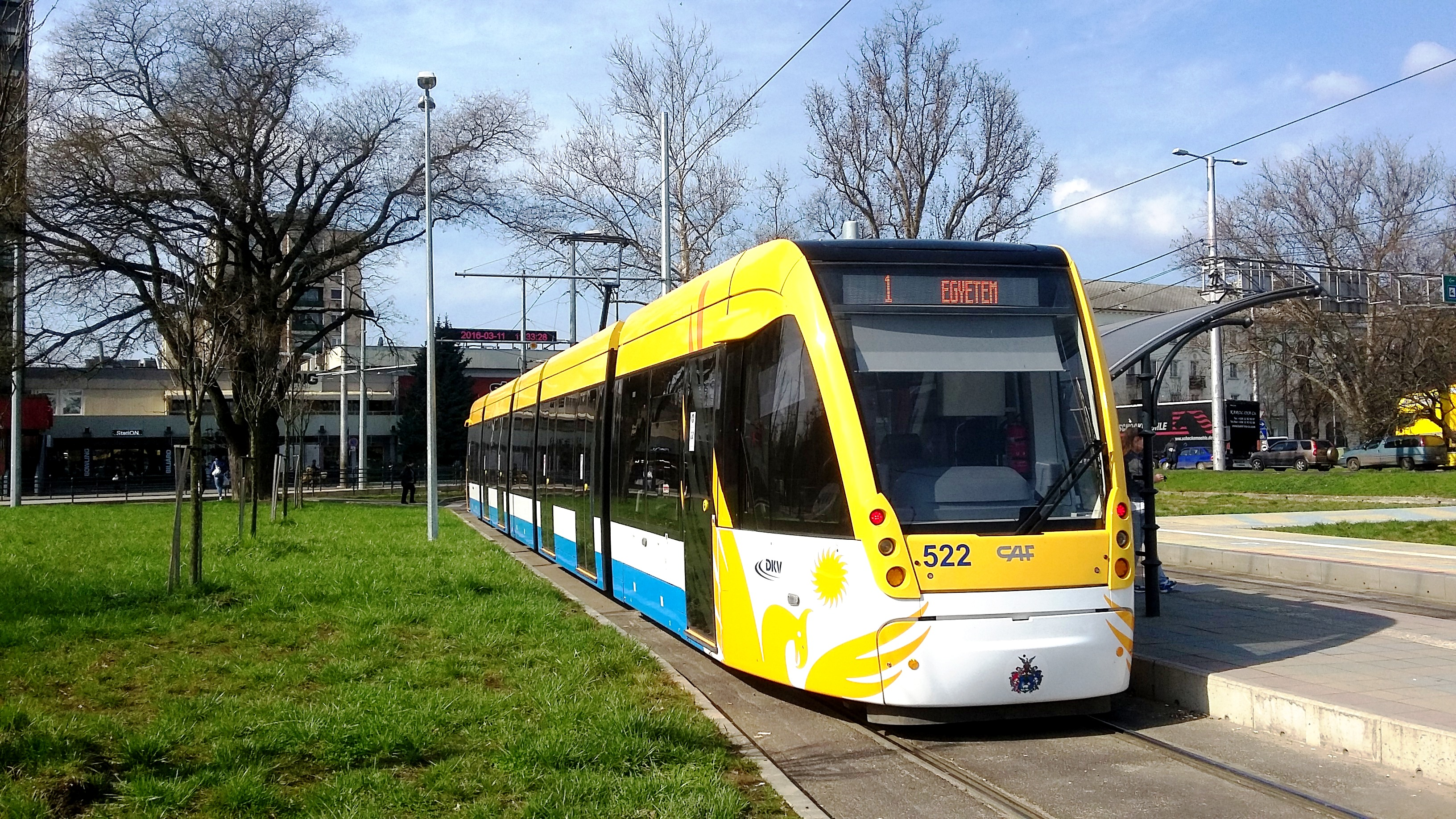
Villamos a Nagyállomásnál

Debrecenben 1884. október 2-án indult meg a tömegközlekedés gőzhajtású városi vasúton (Magyarországon elsőként), amit 1911-ben váltott fel a villamos. Az 1960-as évek végéig 6-7 villamosvonal is volt a városban, de az 1970-es években (a korabeli vidéki közlekedéspolitikának megfelelően) központi utasításra Debrecen valamennyi egyvágányú viszonylatát felszámolták, helyettük autóbusz-közlekedést vezettek be. Egyetlen vonal maradt meg (az 1-es), ami a mai napig közlekedik a Nagyállomás és az Egyetem között. A 2000-es években merült föl komoly lehetőség egy új villamosvonal elindítására, a város pályázatát 2008-ban hagyta jóvá az Európai Unió. A 2-es villamos a város két legzsúfoltabb (31, 32) autóbuszjáratát váltotta ki indulása után. Trolibuszok 1985 óta közlekednek a városban.
Az autóbusz-közlekedés 2009. július 1. óta a villamoshoz és trolibuszokhoz hasonlóan a DKV Zrt.-hez tartozik.
Ma Debrecenben a tömeg- (vagy közösségi) közlekedésről az előbb említett DKV gondoskodik. A városban háromféle (villamos, autóbusz, trolibusz) tömegközlekedési eszköz vehető igénybe, összesen 67 (2 villamos, 5 trolibusz és 60 autóbuszjárat), a DKV Zrt. által üzemeltetett viszonylaton. A kötöttpályás elektromos vontatású járművek (villamos, trolibusz) számozása 1-től 9-ig terjed, 10-től felfelé az autóbuszokat jelölik (A kellemetlenségek elkerülése érdekében nincs azonos számozású busz, troli vagy villamosvonal). Jelenleg az Inter Tan-Ker Zrt. végzi a buszok karbantartását.

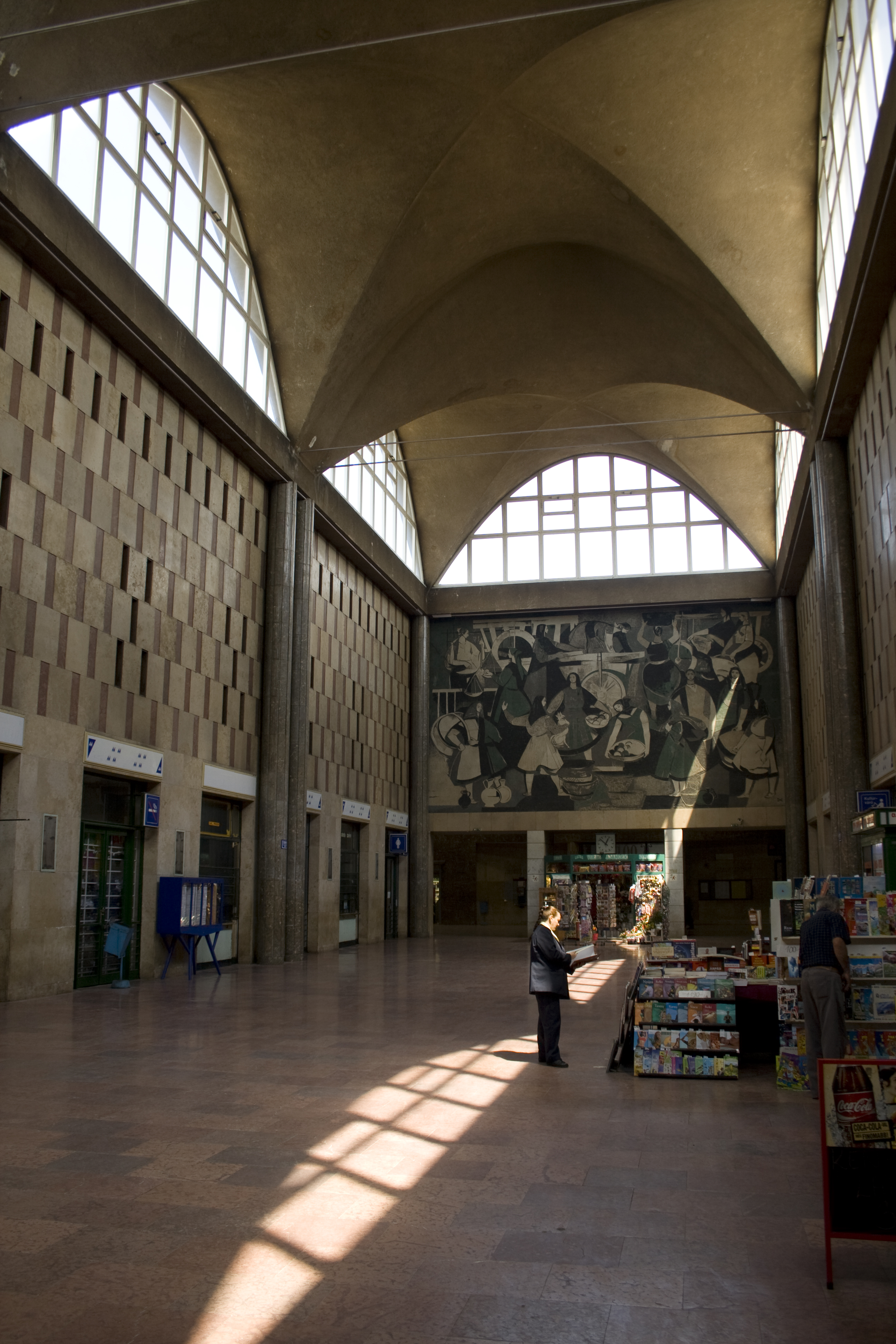
A Nagyállomás fő várócsarnoka

A városban 2010-ben kezdődött meg egy második villamosvonal megépítése mely összköltsége 17,6 milliárd forint. Az új szakaszon 18 db új villamos közlekedik, a menetrend szerinti forgalom 2014. február 26-án indult el a 2-es villamosvonalon.

### Helyközi és távolsági közlekedés
- A távolsági és helyközi közlekedést Debrecenben és környékén a MÁV Személyszállítási Zrt. végzi. Az autóbusz-pályaudvar a belvárosban, a Külsővásártéren található.
- Debrecenben számos kerékpárút található, melyekből egy a város és Józsa között lett megépítve.

#### Vasúti közlekedés
A város egyetlen főpályaudvara a Nagyállomás. A város különböző részein kisebb vasútállomások, mint például a Tócóvölgy vasútállomás (korábbi nevén Debrecen-Vásártér) vagy megállóhelyek is találhatóak mint például a Debrecen-Csapókert, vagy a Debrecen-Kondoros, illetve a Debrecen-Szabadságtelep.
A városhoz összesen 18 vasútállomás és megállóhely tartozik.

#### Légi közlekedés

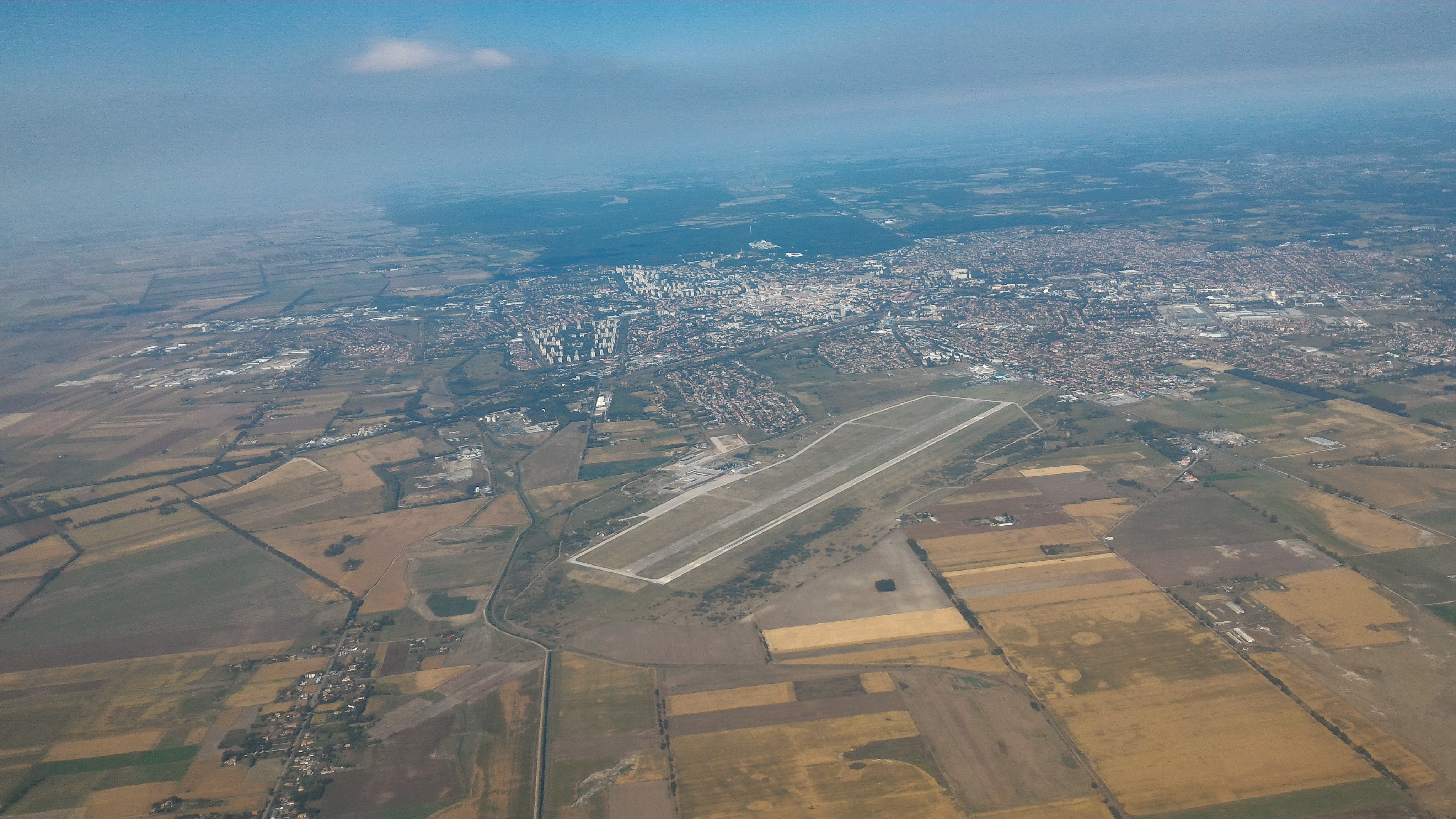

A Debreceni nemzetközi repülőtér (IATA: DEB; ICAO: LHDC) Kelet-Magyarország legfontosabb és egyben legnagyobb forgalmú repülőtere, Magyarország öt nemzetközi repülőterének egyike, a Budapest Liszt Ferenc nemzetközi repülőtér után a második legforgalmasabb, mintegy 300 000 utasforgalommal évente. A város központjától 7 km-re délre található a 47-es főút mellett.
A Wizz Air menetrend szerinti járatokat közlekedtet heti tízszer London–Lutoni repülőtérre, heti háromszor a hollandiai Eindhovenbe, heti kétszer pedig Milánó Malpensa, Párizs Beauvais, illetve Tel Aviv repülőterére. Emellett több más európai repülőtér is elérhető a repülőtérről.
A Lufthansa 2016. április 11-én megnyitotta müncheni járatát, ami heti háromszor közlekedik. A járatot a Lufthansa Crj-900-as gépekkel teljesíti.

## Kultúra

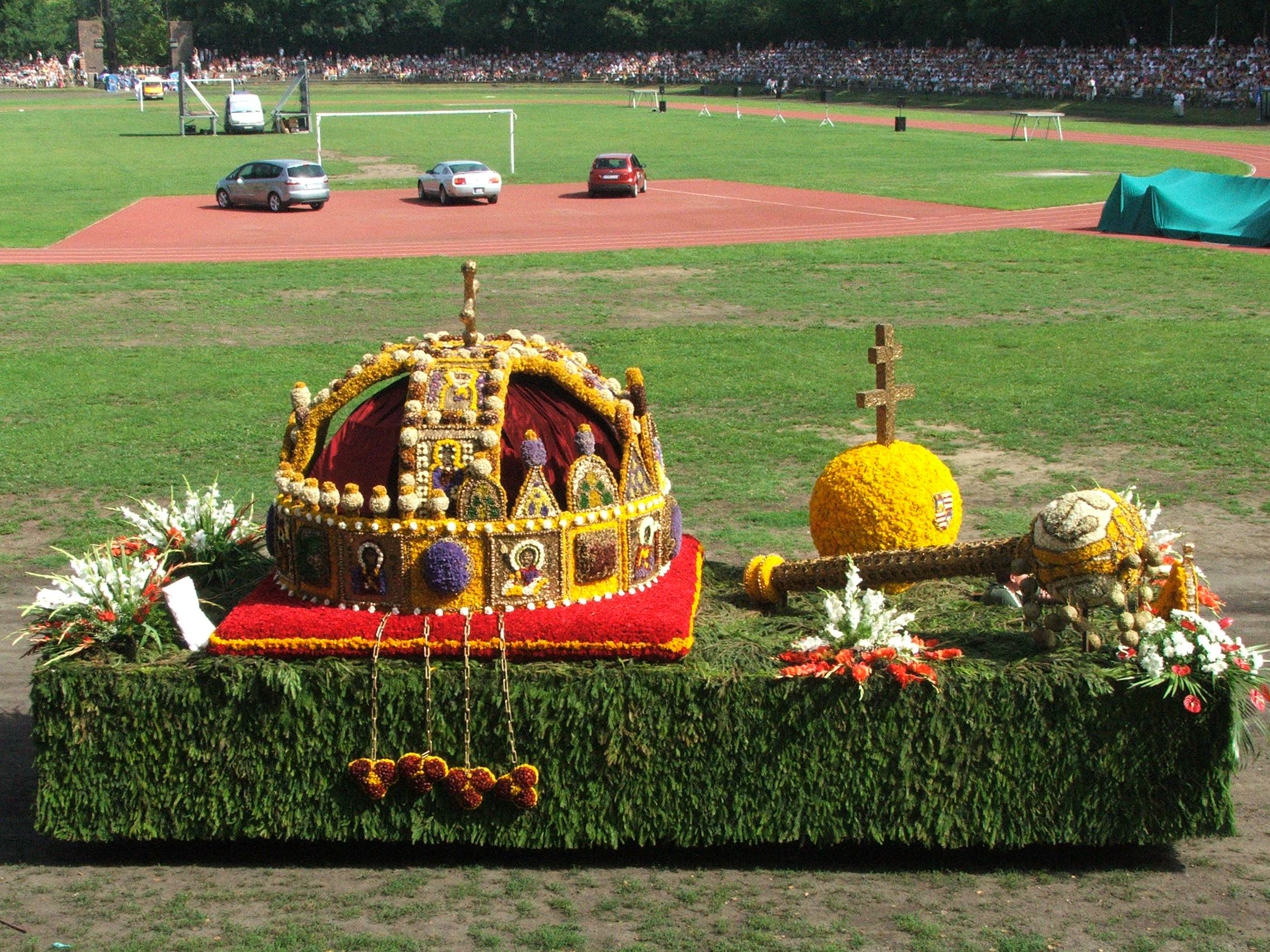
Debreceni virágkarnevál

Debrecen a 16. század óta a térség szellemi-kulturális központja, amivé elsősorban a reformáció és rangos iskolája, a Kollégium tette. Vonzáskörzete az évszázadok alatt az Eger és Nagyvárad közötti északkeleti országrészen alakult ki, amire ma is érvényesülő hatást gyakorol a történelmi határok megváltozása. Debrecen az ország egyik legnagyobb egyetemi központja, egyeteme az ország legrégebben, folyamatosan ugyanabban a városban működő és a legnagyobb felsőoktatási intézménye 14 karral és mintegy 123 milliárd forint éves költségvetéssel. Itt tanul a legtöbb (4200) külföldi hallgató a magyar egyetemek közül.
A 19. század második felében a debreceni sajtó jelentős személyiségeket vonzott a városba, bár hosszú távon megtartani nem tudta őket. Itt kezdte újságírói pályafutását pl. Ady Endre, Krúdy Gyula, Tóth Árpád. A debreceni irodalom kiemelkedő alakjai többek között Oláh Gábor, Szabó Magda, Tóth-Máté Miklós, az ország egyik legnagyobb és legismertebb költője, Csokonai Vitéz Mihály, szintén a város szülötte.

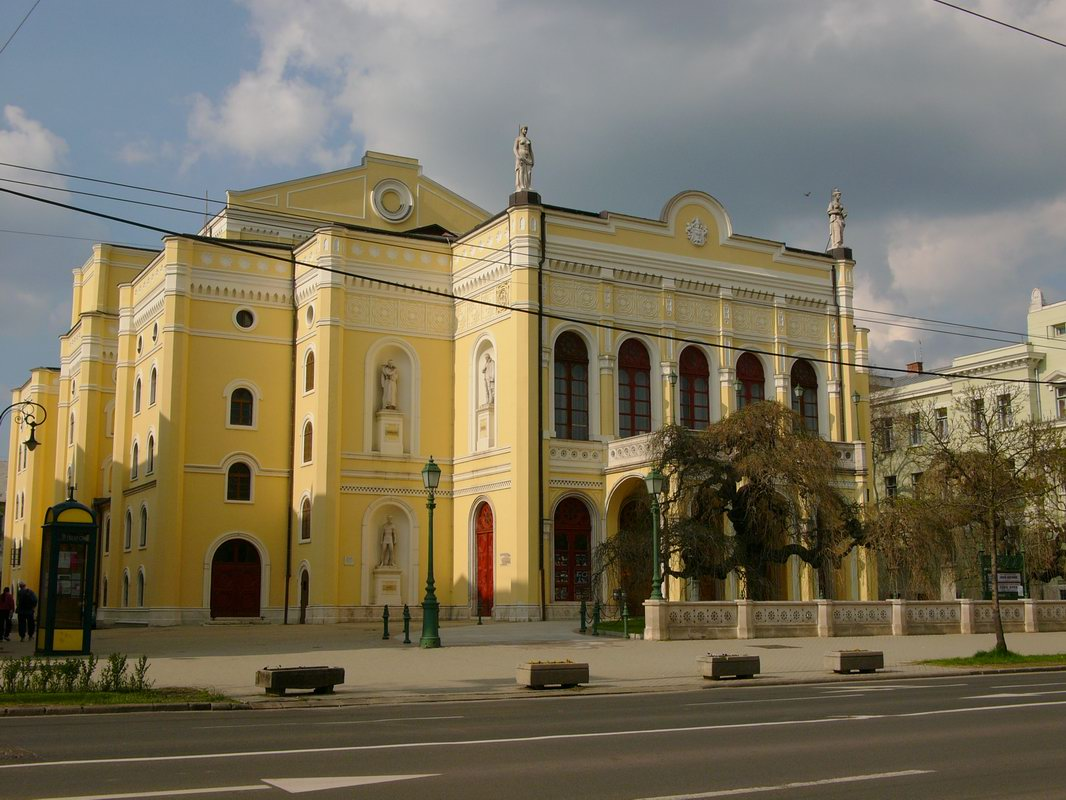
Csokonai Nemzeti Színház

1789-ben alapították meg Debrecenben a Nemzeti Játékszín Társaságot, amely a Fehér Ló vendégfogadó szekérszínében (a mai Megyeháza helyén) tartotta előadásait. Az első kőszínház 1865-ben készült el, és 1916-ban nevezték el a város nagy költőjéről Csokonai Színháznak. Az első igazgató Reszler István volt. Színészcsoportjában olyan művészek léptek föl, mint Blaha Lujza, Foltényi Vilmos, Fektér Ferenc. A színtársulat anyagi helyzete általában csapnivaló volt, mégis itt léptek fel a századforduló magyar színművészetének legjobbjai (pl. Krémer Jenő, Bércky Ernő, Rózsa Lili, Rózsahegyi Kálmán, Csortos Gyula). A színházban napjainkig jeles színészek és rendezők alkotnak.

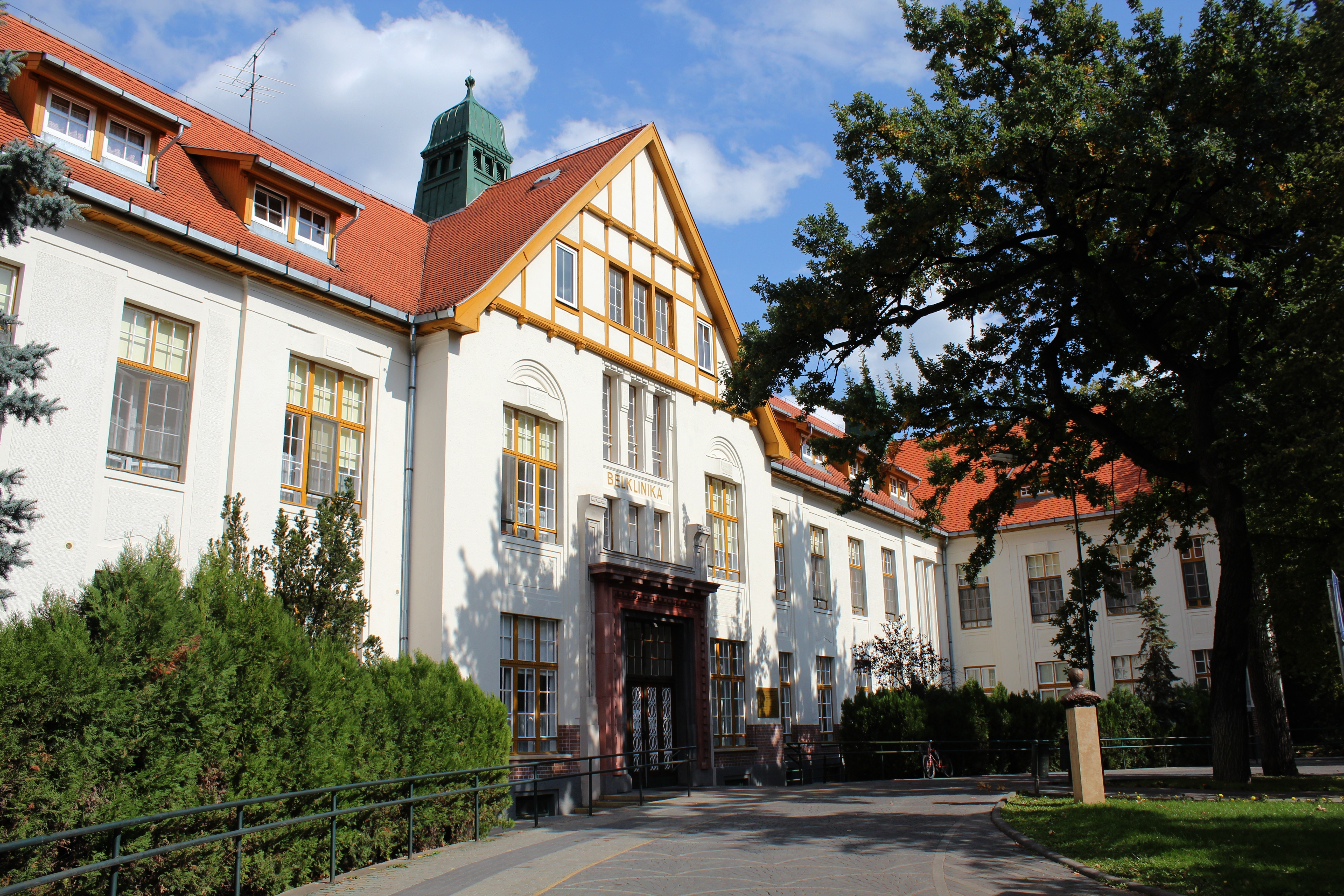
Belgyógyászati Intézet

A Debrecen történelmi belvárosában található MODEM 2006. szeptember 25. óta fogadja a látogatókat. Az összesen 4650 négyzetméter alapterületű, háromszintes épületben több mint 3000 négyzetméter jut a kiállításoknak, a kávézó és a belső kert pedig számos kulturális és zenei programmal csalogatja az érdeklődőket. Mindezek mellett egyéb társművészeti programokat, művészettörténeti, bölcseleti előadásokat, irodalmi esteket és múzeumpedagógiai foglalkozásokat is rendeznek a MODEM-ben. Az épületben került megrendezésre a Kis-Éji Slam esemény 2020-ban ahol bajnokká avatták a Tehetséges és a Másik slam csapatot Katschthaler Anna és Tóth Szabolcs személyében.

## Vallás

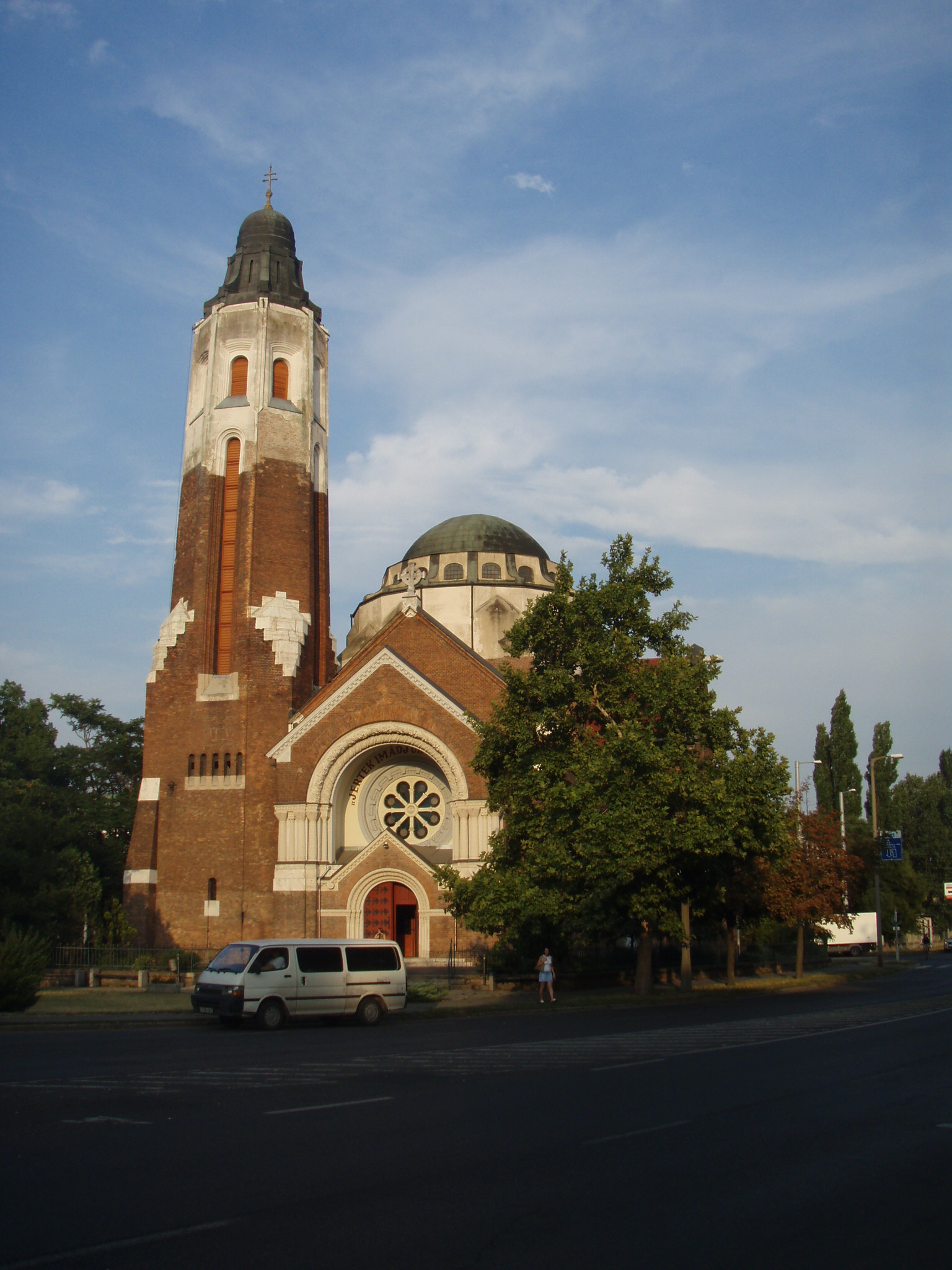
Attila téri görögkatolikus főszékesegyház

A 12. század végén a mai Debrecen helyén már templomos falvak voltak. A középkorban a város nagy és vallásos katolikus település volt, több templommal, melyek között a legnagyobb a gótikus Szent András templom volt, melyet I. Imre váradi püspök építtetett 1297 és 1317 között. Ez volt az Alföld legnagyobb gótikus kegyúri temploma.
A 16. század első harmadától fogva Debrecen vallási életét egyre jelentősebb mértékben előbb a lutheri, majd a kálvini reformáció határozta meg. Az 1551. évet határkőnek foghatjuk fel, mert ettől kezdve a város kálvinista vezetése – a többi hajdúvároshoz hasonlóan – tiltotta a katolikusok letelepedését, a katolikus templomokat pedig a reformátusok foglalták el. A reformáció debreceni térhódítása így olyan mértékűvé vált, hogy 1552-ben lényegében megszűnt a római katolikus egyházi élet a városban. Ferences szerzetesek csak 1715-ben telepedhettek vissza a városba, és szintén királyi parancsra 1716. április 27-én kijelölte ki a debreceni magisztrátus a Szent Anna-székesegyház mai helyét, valamint a katolikusok számára külön temetkezési helyét.

A lakosság vallási összetétele (2011)

Újabb jelentősebb vallási mozgás csak a 19. században tapasztalható újra a városban. A görögkatolikus hívek beköltözése Debrecenbe a század elején kezdődött meg. A város az 1840. évi XXIX. törvényével teremtette meg a zsidók betelepedésének lehetőségét, a Debreceni Zsidó Hitközség pedig 1852-ben alakult meg. 1882-ben jött létre a cívisváros önálló evangélikus egyházközsége, és 1892-ben alakult meg a baptista gyülekezet. Az unitárius leányegyházközség pedig csak 1921-ben alakult meg.
A 20. században újabb nagy jelentőségű változás történt az egyházi életben. 1993. május 31-én megalakult II. János Pál pápa rendelkezésére a római katolikus Debrecen-Nyíregyházi egyházmegye, székesegyháza a korábbi Szent Anna plébániatemplom.

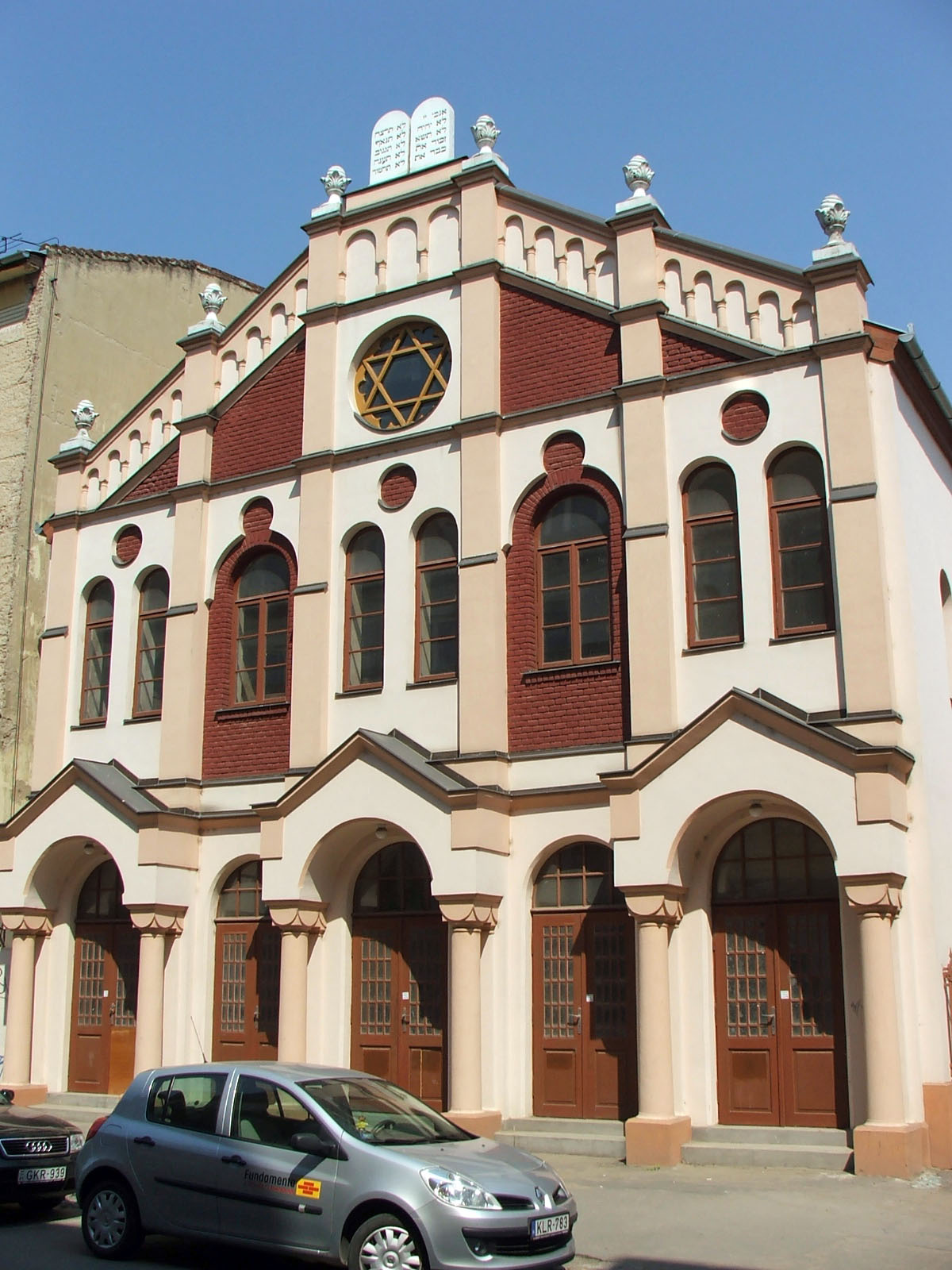
Debreceni ortodox zsinagóga

Ma már számos további egyház és egyháznak nem minősülő vallási szervezet van jelen közösségeivel Debrecen vallási életében, így – a teljesség igénye nélkül – az Evangéliumi Pünkösdi Közösség, a Metodista Egyház, a Hit Gyülekezete, az Utolsó Napok Szentjeinek Jézus Krisztus Egyháza (Mormon Egyház), az Új Apostoli Egyház, a Jehova Tanúi, a Magyarországi Bahá’í Közösség, a Krisna-tudatú Hívők Közössége, a Dianetika Misszió valamint a Református Presbiteriánus Egyház.

## Oktatás

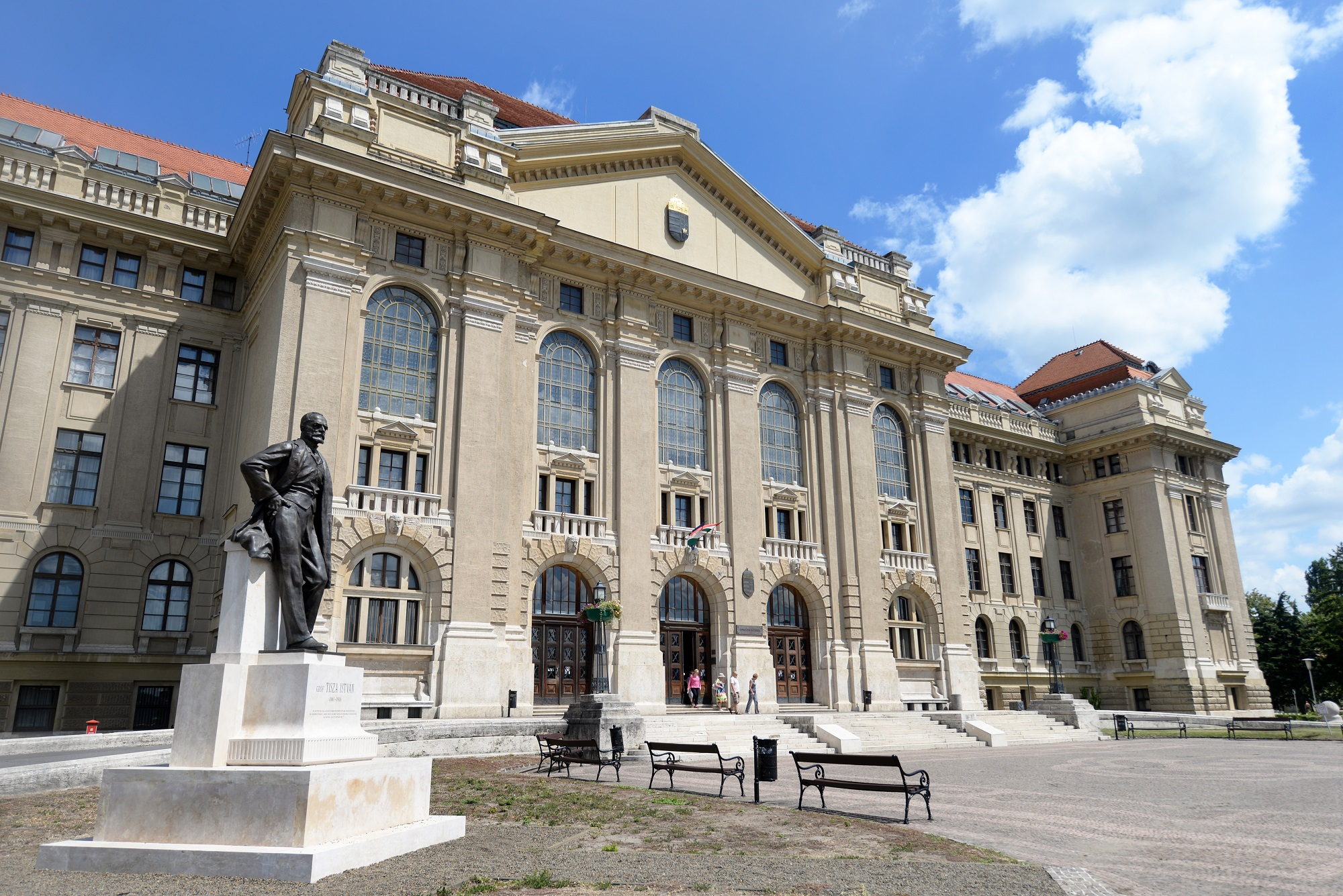
A Debreceni Egyetem

Debreceni nagy múltú iskolaváros. Az oktatásban való meghatározó szerepe a 16. századig nyúlik vissza. A Debreceni Református Kollégium a reformáció térhódítása után Sárospatak és Nagyenyed mellett főiskolaként működött már a kezdetektől , és az „ország iskolája” volt. Hatalmas vonzáskörzete mellett 40 középfokú és 120 alsófokú résziskolája működött szerte az országban. A Kollégiumban a rendkívül viszontagságos idők ellenére európai szintű műveltséget és tudást adtak át a diákoknak Nyugat-európai, főleg svájci és német egyetemek mintájára. Olyan európai hírű professzorok tanítottak itt, mint Hatvani István, Maróthi György, Budai Ézsaiás, Martonfalvi Tóth György, Sinai Miklós, Komáromi Csipkés György.
A Debreceni Egyetem több mint 30 000 hallgatójával és 1500 oktatójával az ország legnagyobb felsőoktatási intézménye, 14 karával és 24 doktori iskolájával a legszélesebb képzési és kutatási kínálatot nyújtja. A Kollégium jogutódja, és ezzel Magyarország legrégebben, folyamatosan ugyanabban a városban működő felsőoktatási intézménye 1538 óta.
Valamint itt található a Kölcsey Ferenc Református Tanítóképző Főiskola és a Debreceni Református Hittudományi Egyetem is. 2019-ben megnyitották a város nemzetközi iskoláját, az International School of Debrecent.

## Gazdaság

### Ipar
Debrecenben, a korábban kézműiparáról és élelmiszeriparáról híres városban csak a második világháborút követően indultak be a talán túlságosan is előtérbe helyezett nehézipari fejlesztések. Az 1950-es évektől kezdődően mentek végbe a jelentős munkaerőbázisra alapozó feldolgozóipari beruházások, amelyek az 1990-es években lezajlott privatizációs folyamatnak köszönhetően nagyrészt külföldi kézbe kerültek. A város az ipar területén is vezető szerepet tölt be a régióban, ám a régió országos összehasonlításban kedvezőtlen értékekkel rendelkezik. A kis- és középvállalkozások között keveset találunk, amely termelési potenciáljával a helyi gazdaság húzó tényezői között lenne említhető. Problémát jelent számukra a tőkéhez és a piachoz jutás is. Kevés a külső befektető, a friss tőke. A nagy multinacionális cégek hiányában a kis- és középvállalkozások beszállítói hálózatainak kibontakozása is lassabban halad.
A nehézipar, a tömegtermelés hiánya, ami korábban a gazdasági elmaradás jegye volt, mára előnnyé válhat Debrecenben, itt nincsenek jelen kiterjedt rozsdaövezetek. A versenyképes gazdaság azokra a helyi adottságokra alapozódhat, amelyek versenyelőnyt jelentenek a térség számára. A város jelentős – a térség kedvező mezőgazdasági adottságaira alapozó – élelmiszer-feldolgozó kapacitásokkal rendelkezik. Az ágazatban azonban az elmúlt években negatív folyamatok zajlottak le. Több száz munkahely szűnt meg a szektorban, kilátástalan helyzetbe sodorva a gyárak beszállítói körét is (Hajdú-Bét Rt., Reemtsma Debreceni Dohánygyár Kft.). A magas biopotenciállal rendelkező területek kihasználásának új formáit kell megtalálni. Ilyenek lehetnek a különböző biomassza hasznosítási formák, amelyek közül az alkohol, az ecetsav gyártásához, gyógyhatású készítmények előállításához a szükséges adottságokkal rendelkezik a város.
Az elmúlt évtizedekben szintén fontos szerepe volt a városban, különösen a női munkaerő foglalkoztatásában a különböző könnyűipari ágazatoknak. A napjainkban zajló világgazdasági változások következtében a magyarországi textil- és bőripari kapacitások jelentős része felszámolásra került az ágazat nagyarányú piacvesztése miatt. A nagyobb vállalkozások olyan országokban létesítettek telephelyet, ahol az olcsó munkaerő lehetőséget ad a versenyképes áron történő termelésre. Így történt ez Debrecenben is, a 2000-es évek elejére a textil- és ruházati ipari kapacitások döntő többsége leépítésre került, több száz betanított és szakmunkás vált munkanélkülivé (gépkezelők, gyártósori betanított munkások), köztük jelentős arányban pályakezdők is. A jelenlegi piaci viszonyok alapján hosszabb távon egyedül a városban igen jelentős hagyományokra visszatekintő nyomdaiparnak biztosított a felvevőpiaca.

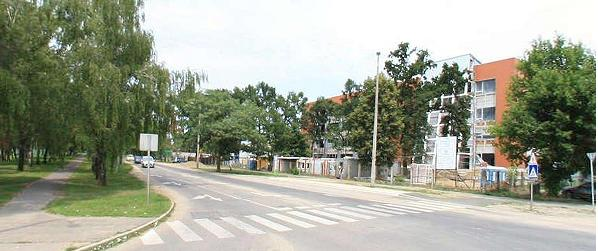
TEVA Gyógyszergyár Zrt. Debrecen

A másik adottsága Debrecennek a jelentős szellemi potenciál, ami lehetővé teszi a tudásipar meghonosítását Debrecenben. A versenyképes gazdasági szerkezet jellemzője az innovációra, technológia váltásra képes nagyvállalatok jelenléte, valamint innovációra képes, kis- és közepes vállalkozások beszállítói együttműködése a nagyvállalatokkal. A tudásipar az egyetemek, kutatóintézetek, gyógyintézetek, gyógyszergyárak, az informatikai ipar, a mezőgazdasági alapanyaggyártás fejlett kapcsolatrendszerén alakulhat ki. A nagyvállalatok körében érdemi kutatások és fejlesztések folynak jelenleg a gyógyszeriparban a TEVA Gyógyszergyár Zrt. révén, valamint a Richter Gedeon Nyrt. újonnan felépült biotechnológiai üzemében. Innovációra képes kis- és közepes vállalkozások is vannak szép számmal Debrecenben. Ezek azonban tőkeszegények és hiányzik a mögöttük álló nagyvállalati szféra, az állandó és biztos piac. A tudományos, műszaki, ipari parkoknak ezért különösen nagy jelentősége lehet a kis- és közepes vállalkozások innovációinak felkarolásában, a fejlesztések támogatásában, a késztermékek piacra kerülésében.
A kis-és közepes vállalkozások többsége Debrecenben is a helyi vagy esetleg megyei piaci igényekre épít. A Debrecenben is jelentős kézműves hagyományokra építő, speciális fogyasztói igények kielégítésére vállalkozó cégek száma növekszik, a jövőben fokozatosan bővülő piacokra számíthatnak. Ezek a kis- és közepes vállalkozások szakembereik kivételes szakmai tudását tudják elsősorban kamatoztatni.
Hazánkban az ipar ágazatai közül elsősorban a gépipar volt az, amelyikben nagyszabású beruházások zajlottak le, különösen a személygépkocsi gyártáshoz kötődő alkatrészgyártás, összeszerelés esetében. Debrecenben azonban a történeti előzmények és adottságok miatt nem kimondottan ez az ágazat játszotta a vezető szerepet. Ki kell azonban emelni az egykori Gördülőcsapágy Művek telephelyén létrejött új vállalkozásokat, elsősorban a FAG Components Hungary Kft.-t. A város három nagyvállalata is szorosan az egészségügyhöz kötődik, a TEVA Gyógyszergyár Zrt. a vegyipar jelentős debreceni hagyományira épít, míg a Medicor Kéziműszer Rt. egészségügyi segédeszközöket gyárt évtizedek óta, valamint a Richter Gedeon Nyrt. biotechnológiai üzeme, ahol a legmodernebb eljárásokkal készülnek gyógyszerek.
A városban az 1990-es évek végéig az ún. barnamezős beruházások domináltak, az 1990-es évek elején megkezdődő privatizációs folyamat eredményeként pedig az iparban a külföldi tulajdonú vállalatoknak van nagyobb jelentősége. Hangsúlyozandó azonban, hogy nemcsak településszerkezeti, de gazdaságossági szempontból is célszerű a ma meglevő, de nem kellő intenzitással használt vagy használaton kívüli telephelyek újrahasznosítása, intenzifikálása, rehabilitációja. Ezáltal nemcsak a területhasználat lehet gazdaságosabb, de a meglevő infrastruktúrák kihasználtsága is javul, a (város)üzemeltetési költségek csökkenthetők. Ezért a településnek feltétlenül érdeke, hogy ne maradjanak alulhasznosított zárvány-területek. Az elmúlt években megvalósult, a város cégei által megvalósított nagyberuházások és az elsősorban a kertvárosi területek lakásépítései jelentős mértékben hozzájárultak a városkép fejlődéséhez, és ugyanakkor fontos megrendeléseket biztosítottak alvállalkozóként a helyi építőipari kis- és középvállalkozások számára.
2016-tól újabb nagy multinacionális vállalatok választották Debrecent a kiváló adottságainak és jó infrastruktúrájának köszönhetően. pl.: National Instruments, Continental, BMW stb. A város gyorsan és dinamikusan fejlődik.

### Munkanélküliek száma
| Év   | Munkanélküli (fő) | Munkanélküli (%) | Munkaképes népesség (fő) |
| ---- | ----------------- | ---------------- | ------------------------ |
| 2000 | 7 415             | 5,59%            | 132 599                  |
| 2001 | 6 964             | 5,21%            | 137 142                  |
| 2002 | 6 170             | 4,49%            | 137 142                  |
| 2003 | 6 089             | 4,41%            | 137 912                  |
| 2004 | 6 378             | 4,64%            | 137 409                  |
| 2005 | 7 319             | 5,32%            | 137 558                  |
| 2006 | 7 158             | 5,18%            | 138 024                  |
| 2007 | 8 376             | 6,01%            | 139 251                  |
| 2008 | 9 116             | 6,56%            | 138 793                  |
| 2009 | 11 463            | 8,16%            | 140 444                  |
| 2010 | 12 729            | 9,07%            | 140 295                  |
| 2011 | 12 647            | 9,05%            | 139 735                  |
| 2012 | 12 792            | 9,30%            | 137 942                  |
| 2013 | 12 613            | 9,20%            | 136 765                  |
| 2014 | 10 973            | 7,59%            | 144 639                  |
| 2015 | 9 959             | 6,93%            | 143 670                  |
| 2016 | 8 473             | 5,94%            | 140 911                  |
| 2017 | 7 692             | 5,43%            | 141 617                  |
| 2018 | 6 986             | 4,98%            | 140 070                  |
| 2019 | 6 215             | 4,48%            | 138 608                  |
| 2020 | 7 085             | 5,22%            | 135 249                  |
| 2021 | 5 446             | 4,07%            | 133 793                  |
| 2022 | 4 740             | 3,57%            | 132 744                  |
| 2023 | 4 427             | 3,36%            | 131 575                  |
| 2024 | 4 078             | 3,04%            | 134 166                  |
| 2025 | 3 956             | 2,95%            | 133 959                  |

### Mezőgazdaság

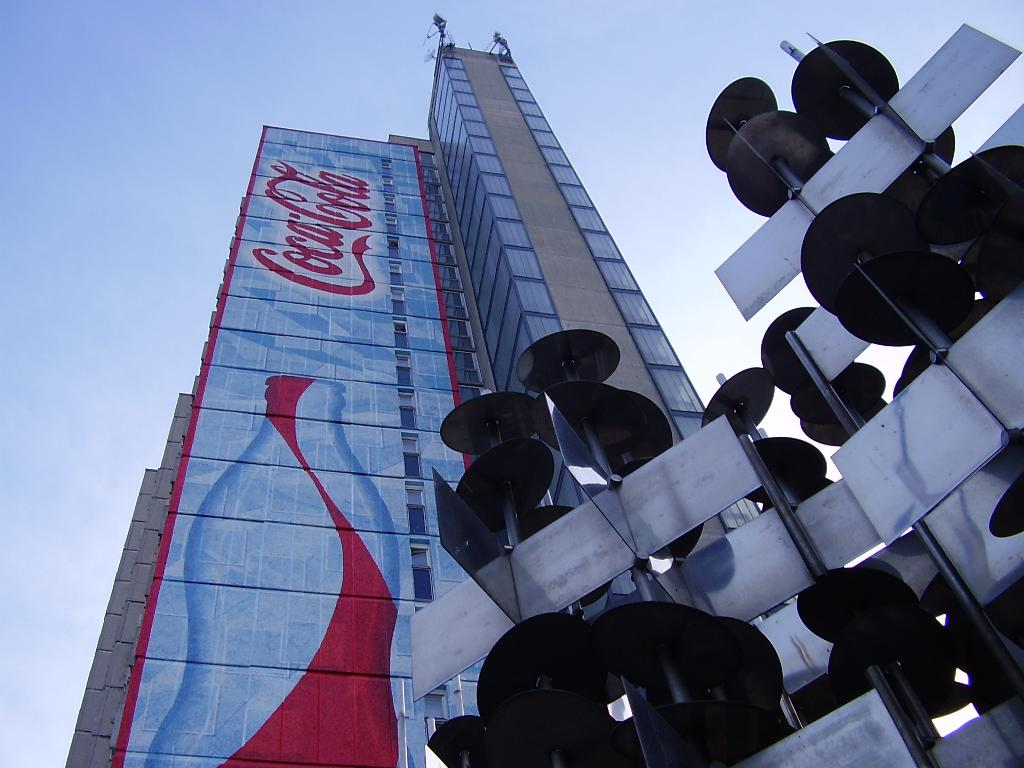
A Petőfi téri toronyház

Debrecen évszázadokon át egy kiterjedt mezőgazdasági térség centrumában helyezkedett el, ami a város gazdasági életét hosszú időn át erősen befolyásolta, és a mai napig az átlagosnál magasabb a mezőgazdaság szerepe a város gazdaságában. A 2001. évi népszámlálás adatai szerint a mezőgazdaságban és erdőgazdálkodásban már csak a városban foglalkoztatottak 1,9%-a dolgozott. Az ágazat szerény aránya azonban megtévesztő, hiszen az arra épülő élelmiszer-gazdaság mind a város foglalkoztatásában, mind a város gazdaságában összehasonlíthatatlanul nagyobb szerepet játszik ma is, és így lesz ez a jövőben is. A debreceni földbőség és a földek jó termőképessége, valamint a történelmi előzmények következtében a városban az agrárium súlya ma is magasabb a hazai nagyvárosok átlagánál.
A város kiterjedt határát és termőföldjét évszázadokon át a legfontosabb természeti erőforrásként tartották számon, és így van ez ma is. A mintegy 46 000 hektáros (csak Budapest és Hódmezővásárhely területe nagyobb az országban) és változatos agrárhasznosításra lehetőséget adó terület jelentősége napjainkra csökkent a 205 ezer fős népességgel rendelkező város életében, az élelmiszer-gazdaság komplex megközelítése vált meghatározóvá. A természeti adottságok döntően befolyásolták a művelésági szerkezetet és annak racionális alakíthatóságát. A földrajzi szempontból változatos földterület a gazdálkodási formák különböző típusainak kialakulását tette lehetővé. Talajtani adottságok alapján legértékesebbnek a város ÉNy-i, a Hajdúháthoz tartozó része tekinthető, szemben az alacsonyabb termőképességű nyírségi területekkel.
A legjobb, lösztakarón kialakult termőföldek a Tócótól nyugatra találhatók, amelyek a magas színvonalú növénytermesztés (búza-kukorica-cukorrépa) és az állattenyésztés (elsősorban sertéstenyésztés) alapját jelentik. A Tócótól keletre az erdő a domináns művelési ág, a szántó alárendelt, a földminőség közepes vagy gyenge. A város belterületét övező területeken nagy gazdasági értéket jelent a kiterjedt intenzív kertkultúra. A művelési struktúra módosulásának szembetűnő vonása az elmúlt évtizedekben éppen a kert, a szőlő és a gyümölcsös területének a növekedése volt. Az igazi nagyvárosi területhasznosítási forma térhódítása nyomán a kertek ma már szinte összefüggő formában ölelik körül a város belterületét.

## Turizmus
Kereskedelmi szálláshelyeken eltöltött vendégéjszakák tekintetében 251 ezer vendégéjszakával (2012) Magyarország 13. legnépszerűbb települése.

### Látnivalók
- Debreceni Református Nagytemplom
- Debreceni Református Kollégium
- Debreceni Református Kistemplom
- Debreceni Megyeháza
- Debreceni Városháza
- Debreceni Egyetem
- Füvészkert

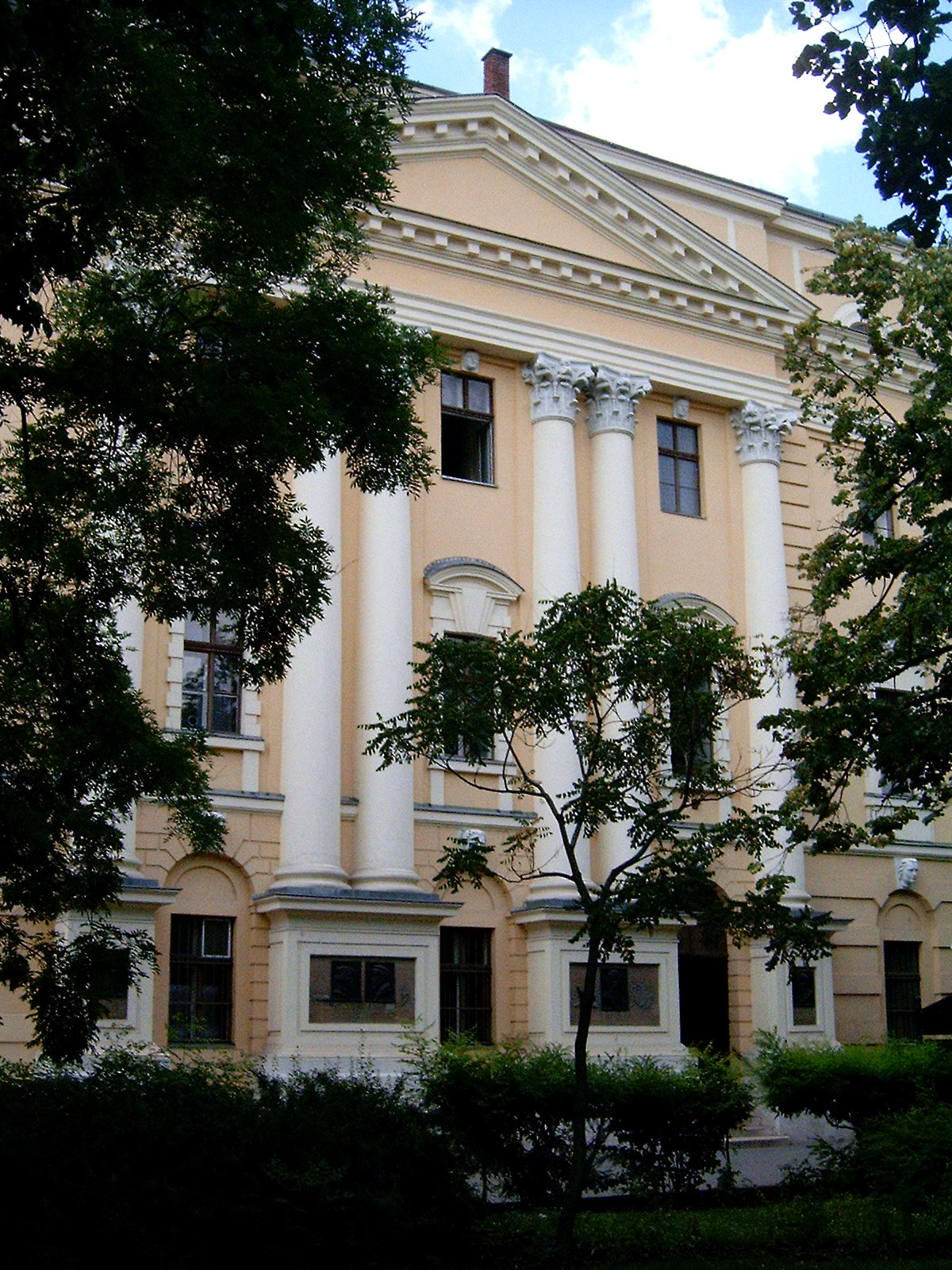
A Református Kollégium

- Kölcsey Ferenc Református Tanítóképző Főiskola
- Szent Anna-székesegyház
- Régiposta étterem
- Nagyerdő (gyógyfürdővel, kis tóval, állatkerttel, vidámparkkal, az egyetem főépületével)
- Aquaticum Gyógy- és Fürdőközpont
- Déri Múzeum (gazdag gyűjtemény, többek között Munkácsy Mihály festményei; ókori egyiptomi gyűjtemény)
- Virágkarnevál minden évben augusztus 20-án
- A Debreceni Református Kollégium Múzeuma (könyvtár, képtár, iskolatörténet)
- Delizsánsz Kiállítóterem
- Holló László Emlékmúzeum
- Medgyessy Ferenc Emlékmúzeum
- Zsuzsi Erdei Vasút
- Állatkert
- Kölcsey Ferenc Megyei Művelődési Központ  – Kelet-Magyarország legnagyobb és legmodernebb kongresszusi központja. Itt található többek közt a 4 csillagos Lycium szálloda és a MODEM.

## Sport

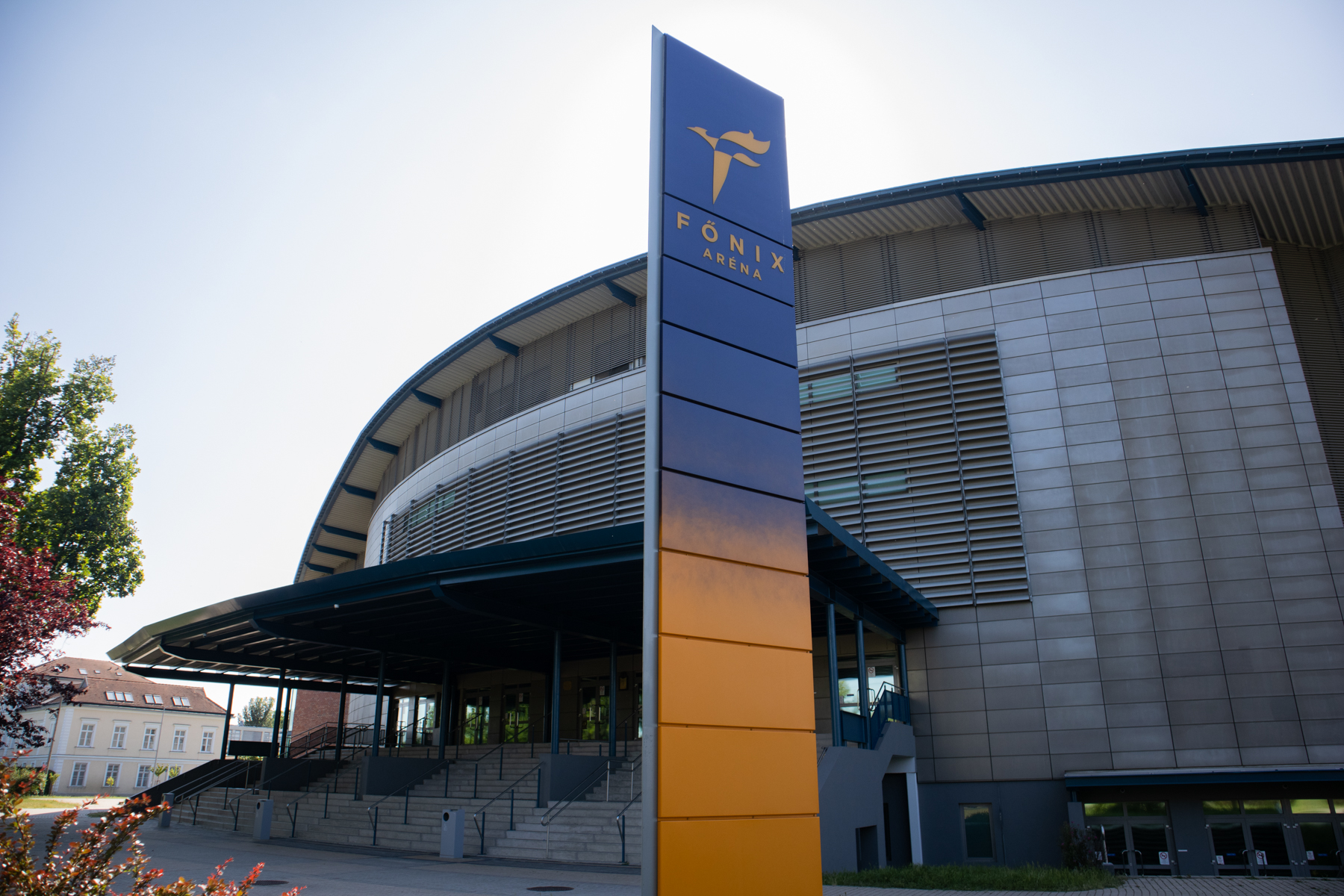
Főnix Aréna

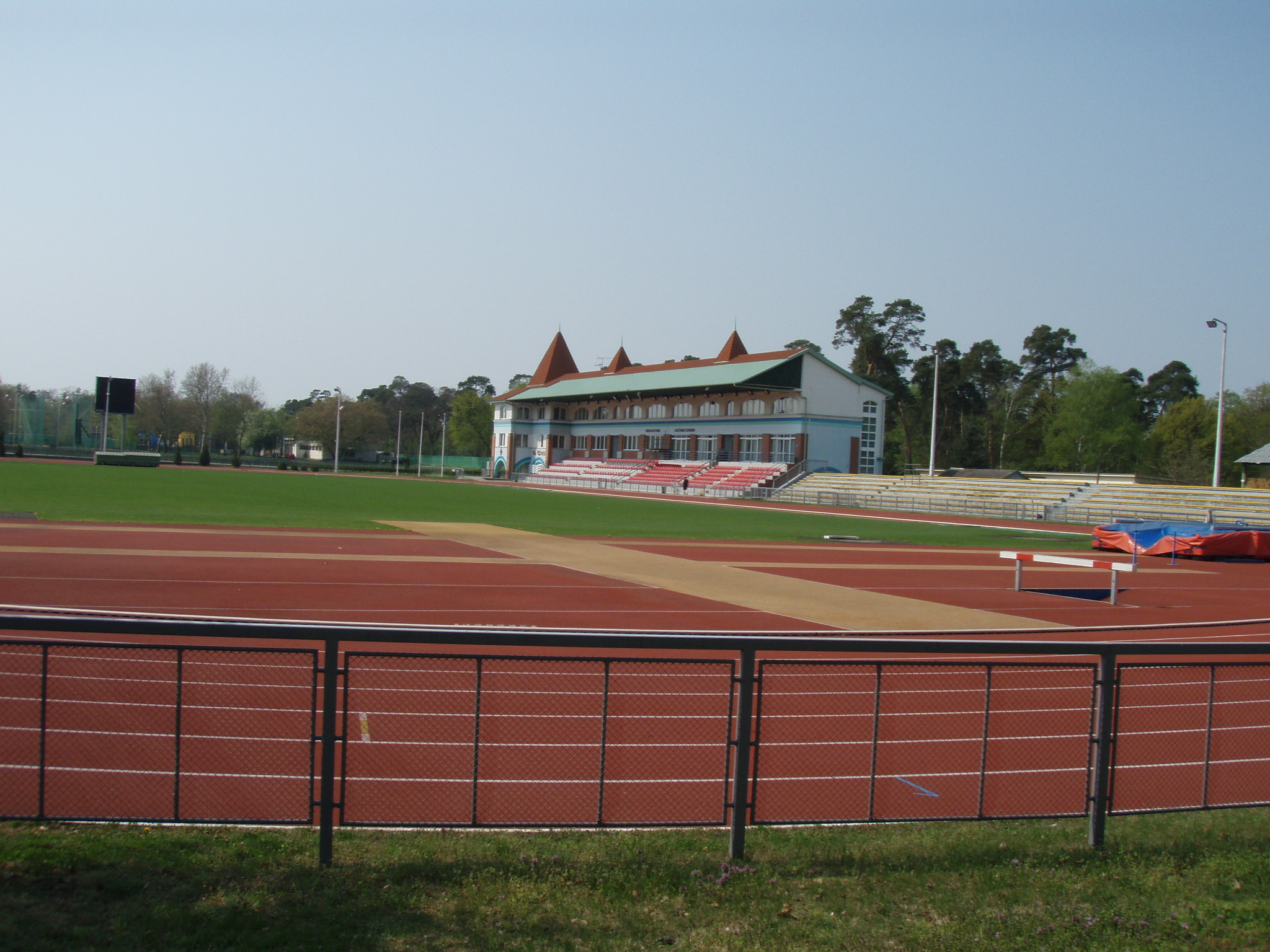
Gyulai István Atlétikai Stadion

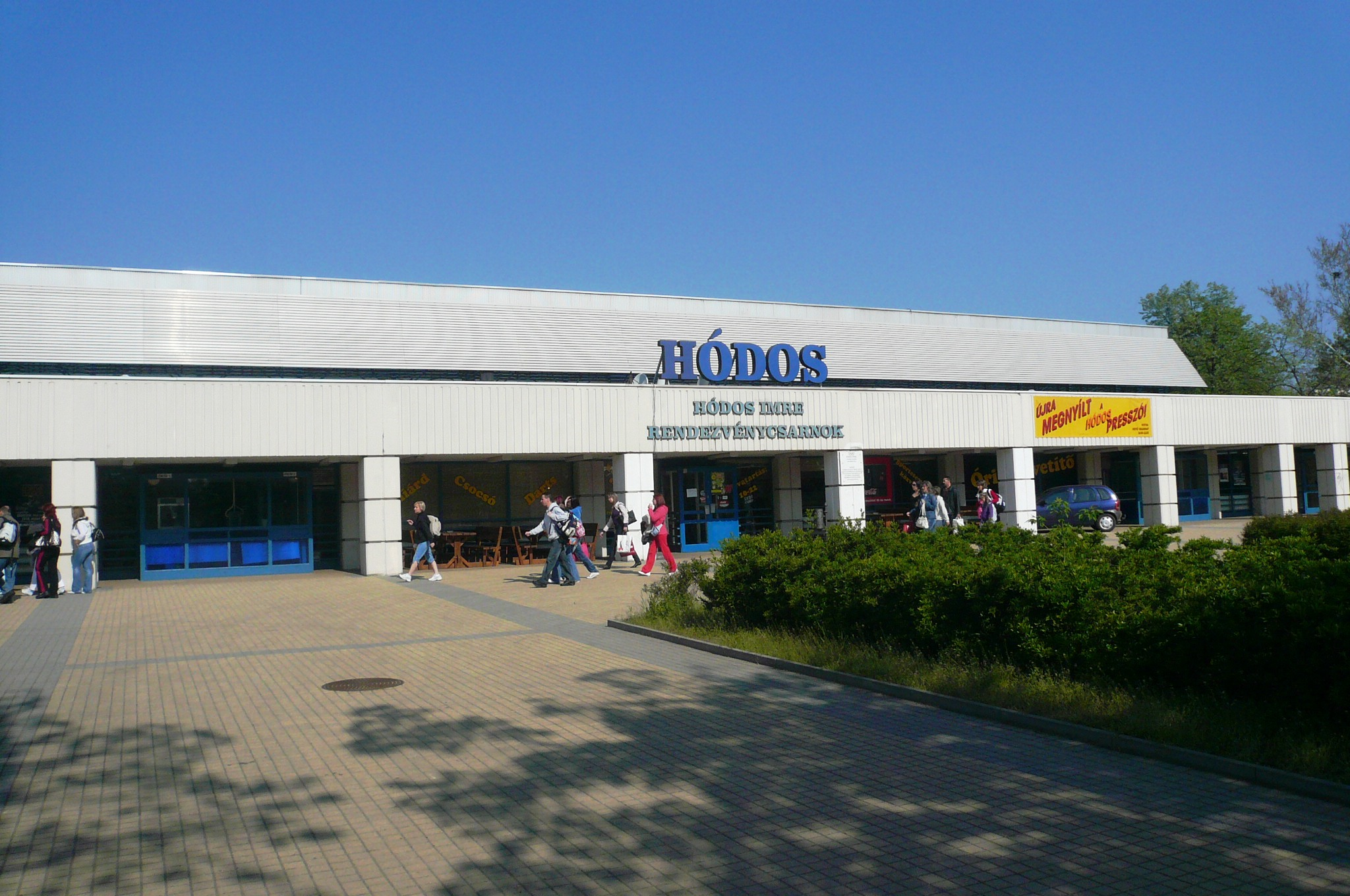
Hódos Imre rendezvénycsarnok

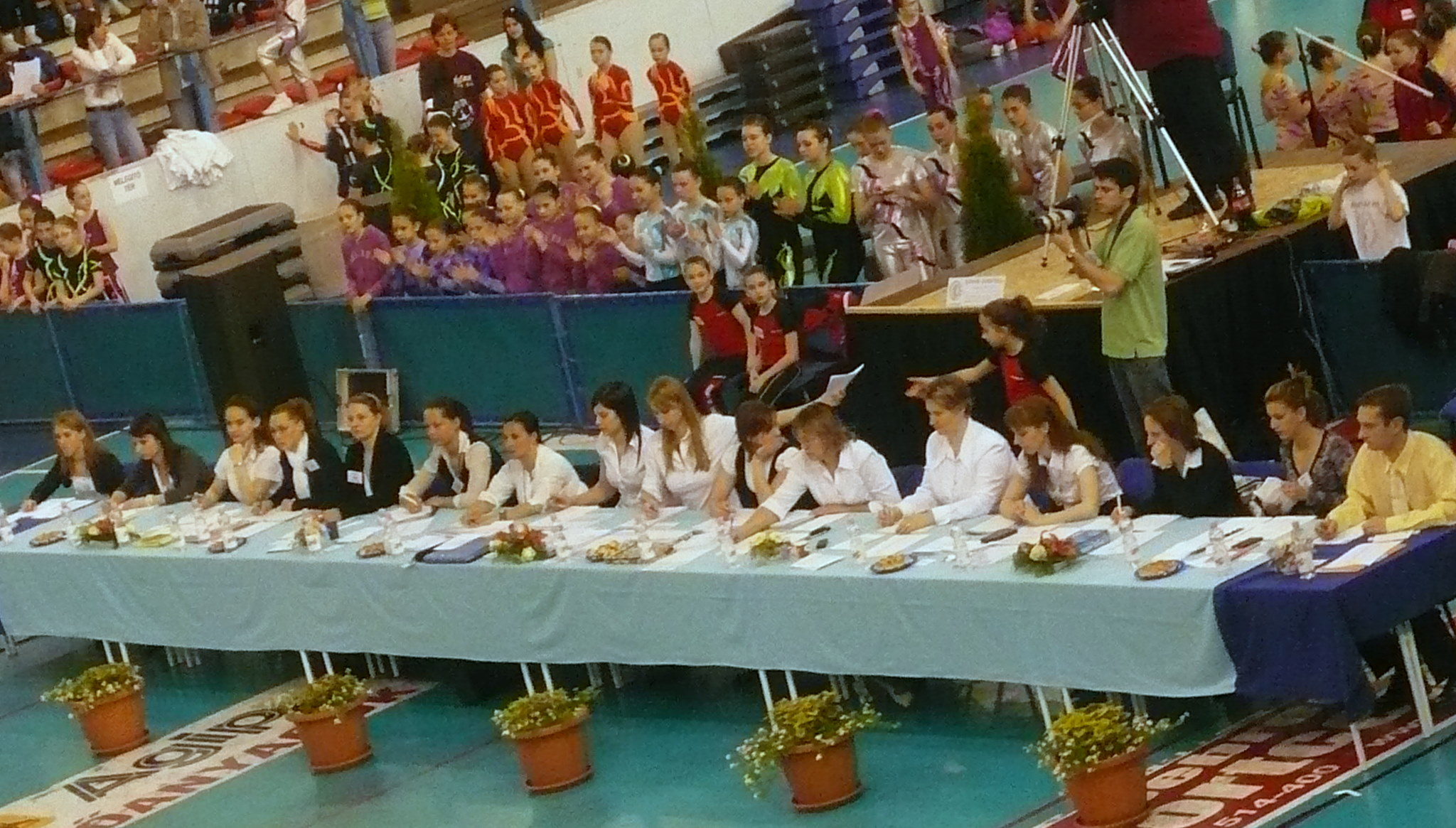
2010 sportaerobic OB zsűri a Hódos Imre rendezvénycsarnokban

Debrecen hosszú évtizedek óta kiemelkedő szerepet játszik a hazai sportéletben. Az 1920-as évek végén a Bocskai FC Magyarország egyik legjobb futballcsapata volt. Csatársorát, a híres „ötösfogat”-ot (Markos, Vincze, Teleki, Zemlei, Hevesi) Európa-szerte ismerték. Az 1936-os berlini olimpiára két debreceni tornász, Nagy Margit és Tóth Lajos is kijutott. A cívisvárosban kezdte pályafutását minden idők egyik legnagyobb magyar kardvívója, Kovács Pál is. Debrecen hírnevét öregbíti Barcza Gedeon, aki a magyar sakkozás nagymestere volt, és többször volt magyar bajnok és olimpiai kerettag. A DVSC-nek kitűnő birkózógárdája volt, és egyik kiválósága, Hódos Imre 1952-ben aranyérmet nyert a helsinki olimpián. A későbbi súlyemelő világbajnok, Veres Győző is Debrecenben kezdte pályafutását.
Az 1990-es évek óta Debrecen tudatosan erősíti pozícióit mind a hazai, mind a nemzetközi sportéletben. A futballisták mellett a női és férfi kézilabdások, a röplabdások, valamint a férfi kosárlabdázók szerepelnek évek óta eredményesen az élvonalban. A 2000-es évektől számtalan rangos nemzetközi sporteseménynek adott otthont a cívisváros, mint például a 2001-es ifjúsági atlétikai világbajnokság, a 2002-es tornász világbajnokság, vagy a 2004-es női kézilabda-Európa-bajnokság (az egyik helyszín Debrecen volt). Debrecenben 2001 óta 14 rangos nemzetközi sporteseményt rendeztek, amelyek közül 5 világ- és 9 Európa-bajnokság volt.
A világversenyek rendezése mellett a sportlétesítmények területén is nagy előrelépések történtek. 2002-ben felépült a Főnix Csarnok, 2006-ban a Sportuszoda, amivel több évtizedes hiányt pótoltak (Debrecenben 2006-ig nem volt fedett pályás, 50 méteres versenyuszoda). 2001-ben felépült az új atlétikai stadion, 2005-ben kibővítették az Oláh Gábor utcai stadiont, és felépült a tócóskerti jégcsarnok. 2014-ben elkészült a megújult Nagyerdei stadion a régi stadion helyén.

### Debreceni sportlétesítmények
- Nagyerdei stadion: a Nagyerdei körút–Pallagi út–Ady Endre utca közötti területen fekszik. 1990 előtt ez a stadion volt az évenként rendezett május 1-jei felvonulás végállomása. Az 1980-as években a Loki is játszott itt bajnoki meccseket (akkor mint DMVSC), kb. 22-25 ezer fő befogadására volt alkalmas. A város legnagyobb stadionja, mely 2014 tavaszára újult meg teljesen. Ide költözött át a DVSC az Oláh Gábor utcai stadionból. Több mint 20000 ember tekintheti meg a mérkőzéseket.
- DEAC Sporttelep (Debreceni Egyetemi Atlétikai Club): Móricz Zsigmond út–Dóczy József utca sarkán található. 1926-ban adták át.
- Vágóhíd utcai stadion (becenevén a Loki stadion).[97] A DVSC megalakulásától kezdve itt játszott az 1993-as labdarúgó bajnokság utolsó NB II-es meccséig. Az Eger SE ellen tartott a nyár elején találkozó 2–1-es debreceni győzelemmel ért véget.[98]
- Kinizsi pálya: Vágóhíd utca, a Loki pálya mellett közvetlenül. Ezt 2006 körül felszámolták és privatizálták, kereskedelmi és szolgáltató épületeket építettek fel az ingatlanon.[99]

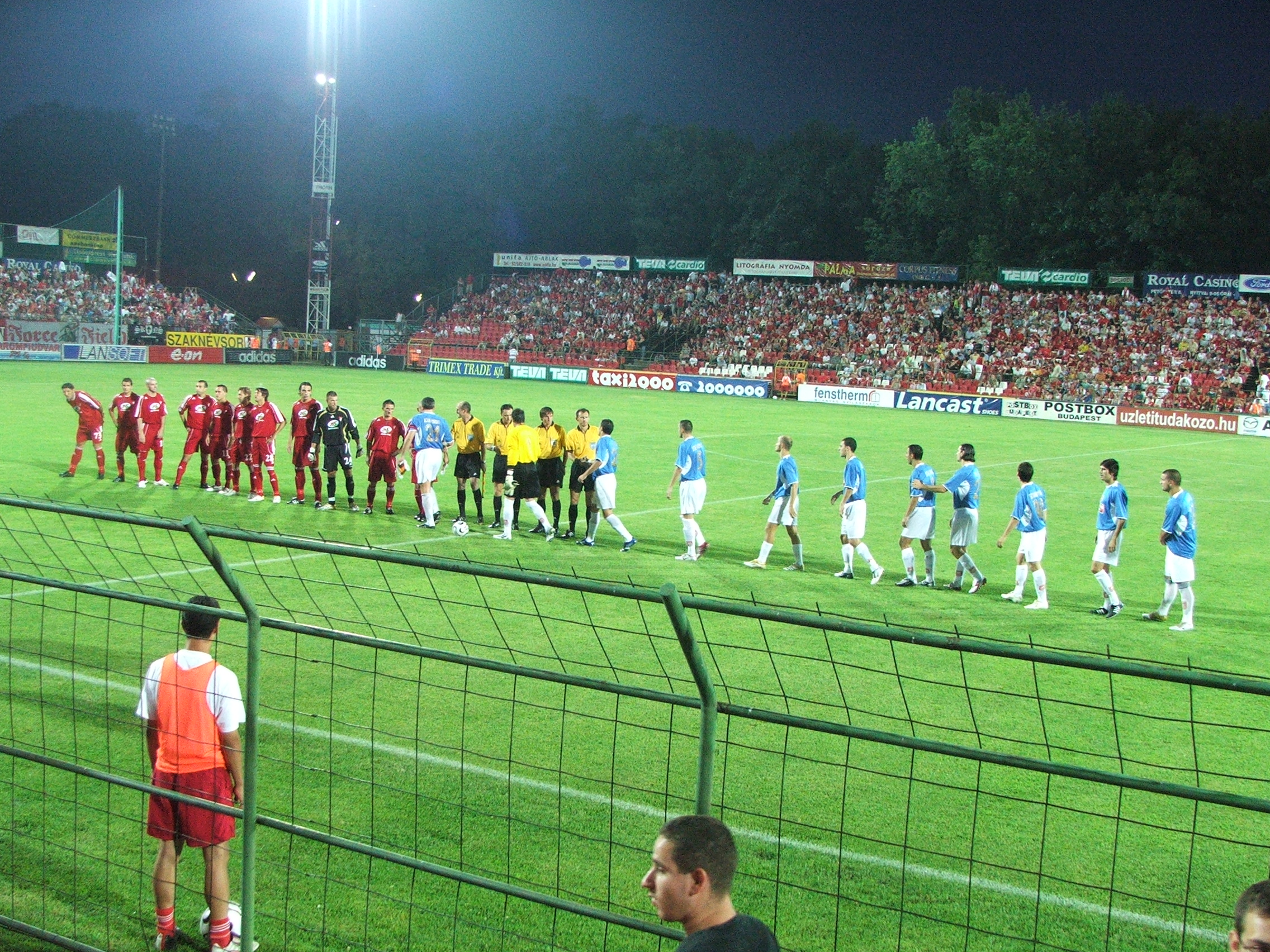
Pályán a Loki

- Oláh Gábor utcai stadion: korábban DMTE stadion és Haladás SE sporttelep a DVSC-sporttelep mellett. Az NB I-be felkerülés (1993 ősze) óta itt játszik a DVSC labdarúgócsapata. Többször felújították és modernizálták, jelenleg 12 500 néző befogadására képes, a vendégszektor 900 férőhelyes. A belépőjegyek ára 500 Ft-tól 2500 Ft-ig nyúlik labdarúgó-mérkőzésekre.
- DATE sportpálya: a Debreceni Agrártudományi Egyetem sportpályája.
- Hajdú Volán sporttelep: a Gázvezeték utca–Egyletkert utca sarkán található a város salakmotor pályája
- Hódos Imre rendezvénycsarnok: általános célú sportcsarnok (kézilabda, birkózás, sportaerobic). 2500 férőhelyes.
- Főnix Aréna: általános célú rendezvénycsarnok, a „Hódos” mellett, koncertek, ritkán kézilabda-mérkőzések gálák és kiállítások helyszíne. Közel 9000 ember fér el benne, Magyarország 2. legnagyobb csarnoka (1.SYMA BUDAPEST)
- Debreceni Dózsa szabadtéri kézilabdastadion: Kassai út, jelenleg a HBM RFK OKICS (Hajdú-Bihar Megyei Rendőr-főkapitányság Oktatási-kiképző Csoport) működik benne.
- Gyulai István atlétikai stadion: az Oláh Gábor utcai DVSC-sporttelep területén található.
- Debreceni Sportuszoda: Hadházi–Zákány utca sarkán található modern uszoda, amiben úszó Európa-bajnokságot, és még számos neves rendezvényt bonyolítottak le. Több ezer ember fér be, illetve mindennap működik.
- Városi strandfürdő: ennek a helyére épült fel a Főnix Csarnok 2002-ben.
- Kerekestelepi fürdő: három medencés (egy 25 méteres hideg vizes és két gyógyvizes, meleg vizű medence) gyógyvizű fürdő, a szájhagyomány szerint a gyógyvíz minősége a hajdúszoboszlói gyógyvízzel vetekszik.[100]
- Apafai lőtér: 4-es főút (E573)–Lőtér utca. Aktív, a város legjelentősebb lőtere (polgári és rendőri célra egyaránt használják).
- Simon László utcai sportpálya. A Loki pálya felett egy kispályás sporttelep van, jelenleg lőtér.
- Debreceni Dózsa lőtér: a Vulkántelepen található sportlőtér az Ifjúsági sporttelep területén. Megszűnt, a sporttelep területe a debreceni Nyugati Ipari Park területébe olvadt be.
- Buday Ézsaiás utcai sportpálya: kispályás, füves labdarúgó pálya, rendszerint íjászok lőpályája
- Műjégpályák: az Oláh Gábor utcában és a Derék utcai Debreceni Jégcsarnok.
- BSK („B” típusú Sport Kombinát): a Magyar Néphadsereg (ma Magyar Honvédség) Kossuth Lajos laktanyájának sportpályája, amely a Szabó Lőrincz utcából közelíthető meg.

### Labdarúgás
7 bajnoki cím, 5 szuperkupa-győzelem, 5 magyarkupa-győzelem, 1 ligakupa-győzelem.
A Debreceni Vasutas Sport Club (egykori nevén Debreceni Lokomotív, becenevén Loki) debreceni sportegyesület és futballcsapat, amelyet 1902-ben alapítottak. A csapat hivatalos mezszíne piros-fehér. A DVSC a ’90-es évek közepétől fokozatosan Magyarország egyik legjobb futballcsapatává nőtte ki magát: az elmúlt nyolc évben hat bajnoki címet ünnepelhettek. Az 1902-es alapítást követően 1995-ig várni kellett az első komolyabb eredményre, ekkor bajnoki 3. lett az együttes. 2003-ban és 2004-ben is bronzérmes lett a DVSC, 2005-ben viszont felértek a csúcsra, és azóta csak egyszer sikerült leszorítani őket onnan, 2008-ban, de 2009-ben, 2010-ben és 2012-ben újra begyűjtötték a bajnoki címet. A Debreceni VSC ötszörös kupagyőztes is (1999, 2001, 2008, 2010, 2012). Nemzetközi színtéren is találkoztak már komoly ellenfelekkel, így például a VfL Wolfsburggal 1999-ben, a Girondins Bordeaux-val 2001-ben, a Manchester Uniteddel 2005-ben, majd 2009-ben a Lyon, a Liverpool, a Fiorentina, a Levszki Szófia, 2010-ben többek között a PSV és a Sampdoria voltak az ellenfelek. Legemlékezetsebb sikerét a Hajduk Split ellen érte el az együttes: a horvát csapatot hazai pályán 3–0-ra tudta megverni a Loki, míg Splitben 5–0 arányban győzött a debreceni csapat. 2009-ben 14 év után második magyar csapatként a Bajnokok Ligája főtáblájára került.
A csapat szurkolótábora jelentős és kiemelkedő Magyarországon (átlagnézőszám 7000, rangadókon 12 ezres a közönség).
Kiemelkedő és színvonalas ultracsoport hazánkban a Szívtiprók Ultras Debrecen 1994 (SZ.U.D.) mentalitásban, lelkesedésben, létszámban (2000 óta mindenhol ott volt ez a csoport), de emellett számos kisebb-nagyobb csoport és drukkerhad szorít a DVSC-nek. A szurkolók nagy riválisa keleten a Nyíregyháza, valamint a fővárosban az Újpest, Fradi és a Vasas, nyugaton szurkolói rivalizálás van a Győrrel, a Zalaegerszeggel és a Péccsel is. A debreceni B szektort legtöbbször megtöltik a fanatikusok.
A város 2011-ben új stadion építéséről határozott a régi Nagyerdei stadion helyén. A létesítményt 2014-ben adták át.
A debreceni labdarúgócsapat a 2011/2012-es szezonban 46 év után veretlenül hódította el a serleget.
A DVSC-vel szoros együttműködésben, főleg saját nevelésű fiatalokra épít a jelenleg harmadosztályú Debreceni EAC.
A klub története során több alkalommal szerepelt már az NB II-ben, míg az NB III-ban egy, a megyei szinten kétszer nyert bajnokságot.

### Debreceni VSC női kézilabda
A DVSC női kézilabdacsapatának történetét 1948. május elsejétől számíthatjuk. Bokor Ferencnek, a MÁV-igazgatóság pénzügyi ellenőrének felhívására ugyanis ekkor gyűltek először össze a kézilabdát szerető debreceni lányok, akik elsősorban vasutas szülők gyermekei közül kerültek ki. Az NB I-be jutás egy új, a mai napig is tartó fejezetet nyitott a klub történetében. A Loki immár harminc éve szerepel megszakítás nélkül a legjobbak között. Az első évek számtalan nehézséggel jártak.
A debreceni hölgyek Komáromi Ákos vezetésével veretlenül lettek elsők az NB I-ben 1987-ben.
Négy elvesztett európai kupadöntő után újra a nagy álom kapujába ért a DVSC, ám ezúttal be is teljesült, amire a csapat, és a közönség évek óta várt: a debreceni hölgykoszorú az 1994/95-ös szezonban megnyerte az EHF-kupát.
Új korszak kezdődött 2009 márciusában a DVSC kézilabdázóinál. Jelenleg a DVSC női kézilabda csapata erős a bajnokságban, az anyagi gondok után hullámvölgyet követően együtt maradt a társaság. Legnagyobb riválisuk az erősebb kerettel rendelkező Győri ETO, nagy rivális kézilabdában is a Ferencváros és a Békéscsaba, illetve a Vác.
A csapat székhelye a debreceni Hódos Imre Sportcsarnok, ami 2500 szurkolót képes befogadni, a szurkolói csoportok ugyan azok, mint a labdarúgásban, vagyis a kézilabdában is a Szívtiprók Ultras Debrecen 1994 (SZ.U.D.) buzdítja a debreceni lányokat.
Jelenlegi vezetőedző:
- Köstner Vilmos Magyar Bajnok: 1955, 1987.
- Magyar Kupa-győztes: 1985, 1987, 1989, 1990, 1991.
- EHF-kupagyőztes: 1995, 1996.
- KEK ezüstérmes: 1990, 1992.

## Média

### Televízió
Debrecenben jelenleg két helyi sugárzású televíziós adó működik:
- Alföld Televízió
- Debrecen Televízió

– kábelen: UPC (digitális) és Telekom (IP-TV)
– sugárzott adás: DVB-T földfelszíni digitális:
| csatorna | frekvencia | polaritás        | hálózat               | teljesítmény | adótorony helye             |
| -------- | ---------- | ---------------- | --------------------- | ------------ | --------------------------- |
| 42       | 642 MHz    | H (horizontális) | MFN (többfrekvenciás) | 156 W        | Toronyház, Bethlen utca 49. |

A városban ugyanúgy fogható minden országos televíziós csatorna, mint más településen.
| mux | csatorna | frekvencia | polaritás        | hálózat              | teljesítmény | adótorony helye |
| --- | -------- | ---------- | ---------------- | -------------------- | ------------ | --------------- |
| A   | 40       | 626 MHz    | H (horizontális) | SFN (egyfrekvenciás) | 12,0 kW      | Pallag          |
| B   | 32       | 562 MHz    | H (horizontális) | SFN (egyfrekvenciás) | 13,5 kW      | Pallag          |
| C   | 38       | 610 MHz    | H (horizontális) | SFN (egyfrekvenciás) | 13,0 kW      | Pallag          |
| D   | 46       | 674 MHz    | H (horizontális) | SFN (egyfrekvenciás) | 12,9 kW      | Pallag          |
| E   | 29       | 538 MHz    | H (horizontális) | SFN (egyfrekvenciás) | 13,2 kW      | Pallag          |

### Rádió
A városban az országos rádiók mellett több olyan adó is van, amit helyben üzemeltetnek.
| frekvencia | rádió neve                   | forrás  | teljesítmény | adótorony helye             |
| ---------- | ---------------------------- | ------- | ------------ | --------------------------- |
| 89,0 MHz   | Petőfi Rádió                 | [ 105 ] | 3,02 kW      | Pallag                      |
| 90,0 MHz   | FM90 Campus Rádió            | [ 106 ] | 0,50 kW      | Toronyház, Egyetem tér      |
| 91,4 MHz   | Dankó Rádió                  | [ 107 ] | 3,02 kW      | Pallag                      |
| 92,3 MHz   | Magyar Katolikus Rádió (MKR) | [ 108 ] | 0,30 kW      | Toronyház, Lehel utca 14.   |
| 93,5 MHz   | Sunshine FM                  | [ 109 ] | 0,51 kW      | Toronyház, Petőfi tér 10.   |
| 94,4 MHz   | Európa Rádió                 | [ 110 ] | 1,00 kW      | Toronyház, Petőfi tér 10.   |
| 95,0 MHz   | FM95 – Rádió 1               | [ 111 ] | 0,51 kW      | Toronyház, Petőfi tér 10.   |
| 99,7 MHz   | MR1 – Kossuth Rádió          | [ 112 ] | 1,00 kW      | Pallag                      |
| 101,1 MHz  | Retro Rádió                  | [ 113 ] | 3,02 kW      | Pallag                      |
| 104,6 MHz  | Best FM                      | [ 114 ] | 0,80 kW      | Toronyház, Bethlen utca 49. |
| 106,0 MHz  | Hír FM                       | [ 115 ] | 0,741 kW     | Toronyház, Lehel utca 14.   |
| 106,6 MHz  | MR3 – Bartók Rádió           | [ 116 ] | 3,02 kW      | Pallag                      |

### Online média
- 4024.hu (2015 okt. 31-ig)[117]
- OFF Média (2017 májusig)[118]
- Dehir.hu
- debreciner.hu
- dbrcn.hu
- HajdúPress
- Debreceninap.hu
- civishir.hu
- Hajdú Online (Haon)

## Testvérvárosai
| - Brno, Csehország - Cattolica, Olaszország - Jyväskylä, Finnország - Klaipėda, Litvánia - Limerick megye, Írország - Lublin, Lengyelország - Moszkva (Északkeleti közigazgatási körzet), Oroszország - Nagyvárad, Románia - New Brunswick, New Jersey, USA - Ningde, Kína (előkészítés alatt) |  | - Paderborn, Németország - Patrasz, Görögország - Risón Lecijón, Izrael - Setúbal, Portugália - Sumen, Bulgária - Szentpétervár, Oroszország - Sziktivkar, Oroszország - Tajtung, Tajvan - Toluca, Mexikó - Tongliao, Kína |